# Lijst van rijksmonumenten in Breda (plaats)
De stad Breda telt 501 inschrijvingen in het rijksmonumentenregister. Hieronder een compleet overzicht.
| Object | Oorspronkelijke functie?  | Bouwjaar                                                    | Architect                                             | Locatie                                  | Coördinaten?                  | Nr.?   | Afbeelding |
| --- | ------------------------- | ----------------------------------------------------------- | ----------------------------------------------------- | ---------------------------------------- | ----------------------------- | ------ | --- |
| Pand onder een dak met nr 4 | Boerderij                 |                                                             |                                                       | Blauwe Keiweg 2                          | 51° 34' 42" NB, 4° 47' 50" OL | 10094  | Meer afbeeldingen |
| Pand onder een dak met het nr 2 | Woonhuis                  |                                                             |                                                       | Blauwe Keiweg 4                          | 51° 34' 42" NB, 4° 47' 49" OL | 10095  | Pand onder een dak met het nr 2 |
| Huis onder met rode pannen belegd schilddak en met witgepleisterde lijstgevel, waarin korte bovenverdieping en met schuiframen | Woonhuis                  |                                                             |                                                       | Boschstraat 13                           | 51° 35' 23" NB, 4° 46' 51" OL | 10096  | Meer afbeeldingen |
| Huis onder met rode pannen belegd dwars schilddak en met gebosseerd witgepleisterde lijstgevel | Woonhuis                  |                                                             |                                                       | Boschstraat 17                           | 51° 35' 24" NB, 4° 46' 51" OL | 10097  | Meer afbeeldingen |
| Klein huis met rood schilddak en met gebosseerd witgepleisterde lijstgevel | Woonhuis                  |                                                             |                                                       | Boschstraat 19                           | 51° 35' 24" NB, 4° 46' 52" OL | 10098  | Meer afbeeldingen |
| Breed herenhuis met mansardedak, kroonlijst op zware voluutvormige consoles, beganegronds gebosseerd en daarboven glad witgepleisterde gevel, rijker middenrisaliet met gebogen fronton | Woonhuis                  | ca. 1860                                                    |                                                       | Boschstraat 33                           | 51° 35' 24" NB, 4° 46' 53" OL | 10099  | Meer afbeeldingen |
| De Olyton | Woonhuis                  | 1791                                                        |                                                       | Boschstraat 35                           | 51° 35' 25" NB, 4° 46' 54" OL | 10100  | Meer afbeeldingen |
| Huis met schilddak en lijstgevel, beganegronds gebosseerd gepleisterd, daarboven schoon werk | Woonhuis                  |                                                             |                                                       | Boschstraat 39                           | 51° 35' 25" NB, 4° 46' 55" OL | 10101  | Meer afbeeldingen |
| Huis met gepleisterde lijstgevel en inrijpoort | Woonhuis                  |                                                             |                                                       | Boschstraat 49                           | 51° 35' 26" NB, 4° 46' 56" OL | 10102  | Meer afbeeldingen |
| Huis met twee zadeldaken evenwijdig aan de gepleisterde en omstreeks 1870 van stucwerk voorziene lijstgevel | Woonhuis                  |                                                             |                                                       | Boschstraat 57                           | 51° 35' 26" NB, 4° 46' 58" OL | 10103  | Meer afbeeldingen |
| Huis met hoog zadeldak en gepleisterde lijstgevel | Woonhuis                  |                                                             |                                                       | Boschstraat 113                          | 51° 35' 28" NB, 4° 47' 1" OL  | 10105  | Meer afbeeldingen |
| Voormalig Oudemannenhuis, thans onderdeel van Museum of the Image | Sociale zorg, liefdadigh. | 1643                                                        |                                                       | Boschstraat 22                           | 51° 35' 23" NB, 4° 46' 52" OL | 10106  | Meer afbeeldingen |
| Huis onder rood schilddak en met witgepleisterde lijstgevel waarin segmentvormig overtoogde vensters | Woonhuis                  |                                                             |                                                       | Boschstraat 24                           | 51° 35' 23" NB, 4° 46' 53" OL | 10107  | Meer afbeeldingen |
| Huis onder dwars schilddak en met gebosseerd witgepleisterde lijstgevel | Woonhuis                  |                                                             |                                                       | Boschstraat 26                           | 51° 35' 23" NB, 4° 46' 54" OL | 10108  | Meer afbeeldingen |
| Hoog huis met schilddak en met gepleisterde lijstgevel waarin fraaie empire schuiframen | Woonhuis                  |                                                             |                                                       | Boschstraat 88                           | 51° 35' 26" NB, 4° 46' 59" OL | 10110  | Meer afbeeldingen |
| Keihoef | Boerderij                 |                                                             |                                                       | Bredestraat 9                            | 51° 37' 25" NB, 4° 43' 34" OL | 10111  | Meer afbeeldingen |
| Aan de ingang van het Valkenberg twee lantaarns met hardstenen onderbouw en veelarmige ijzeren luchters, als gaslantaarns geplaatst omstreeks 1860 | Erfscheiding              |                                                             |                                                       | Catharinastraat 18                       | 51° 35' 23" NB, 4° 46' 41" OL | 10112  | Meer afbeeldingen |
| Huis met lijstgevel beganegronds geblokt wit, daarboven schoon werk | Woonhuis                  | midden 19e eeuw                                             |                                                       | Catharinastraat 7                        | 51° 35' 23" NB, 4° 46' 37" OL | 10113  | Meer afbeeldingen |
| Wijngaarde | Woonhuis                  | 1614 en later                                               |                                                       | Catharinastraat 9                        | 51° 35' 23" NB, 4° 46' 37" OL | 10114  | Meer afbeeldingen |
| Café de Schuur | Woonhuis                  | ca. 1820                                                    |                                                       | Catharinastraat 21                       | 51° 35' 23" NB, 4° 46' 40" OL | 10115  | Meer afbeeldingen |
| Begijnhof | Sociale zorg, liefdadigh. |                                                             |                                                       | Catharinastraat 23-81                    | 51° 35' 23" NB, 4° 46' 42" OL | 10116  | Meer afbeeldingen |
| Tegen het koor der kerk gebouwd ondiep pand met lijstgevel waarin ramen met kleine roedenverdeling | Woonhuis                  | 18e eeuw                                                    |                                                       | Catharinastraat bij 83                   | 51° 35' 23" NB, 4° 46' 44" OL | 10117  | Tegen het koor der kerk gebouwd ondiep pand met lijstgevel waarin ramen met kleine roedenverdeling                                                                         |
| Waalse Kerk | Kerk en kerkonderdeel     | 1446 (bestaand) 1534 (hersteld)                             |                                                       | Catharinastraat 83                       | 51° 35' 23" NB, 4° 46' 43" OL | 10118  | Meer afbeeldingen |
| Ondiep pand naast het koor van de waalse kerk | Kerkelijke dienstwoning   | 1847 (steen)                                                |                                                       | Catharinastraat 85                       | 51° 35' 23" NB, 4° 46' 44" OL | 10119  | Ondiep pand naast het koor van de waalse kerk |
| Groot adellijk huis, bestaande uit drie vleugels om een binnenhof een vleugel daarvan evenwijdig aan de straat | Woonhuis                  |                                                             |                                                       | Catharinastraat 91                       | 51° 35' 23" NB, 4° 46' 45" OL | 10120  | Meer afbeeldingen |
| Koetshuis | Opslag                    | ca. 1825                                                    |                                                       | Catharinastraat bij 91, Kapucijnenhof 38 | 51° 35' 23" NB, 4° 46' 46" OL | 10121  | Meer afbeeldingen |
| Huis met geelgepleisterde lijstgevel en schilddak | Woonhuis                  | 19e eeuw                                                    |                                                       | Catharinastraat 97                       | 51° 35' 23" NB, 4° 46' 46" OL | 10122  | Meer afbeeldingen |
| Huis met gebosseerd gepleisterde lijstgevel, waarin vensters met afgeronde bovenhoeken, kuiven van stuc en voluutvormige consoles onder de kroonlijst | Woonhuis                  | ca. 1870                                                    |                                                       | Catharinastraat 10                       | 51° 35' 22" NB, 4° 46' 38" OL | 10123  | Huis met gebosseerd gepleisterde lijstgevel, waarin vensters met afgeronde bovenhoeken, kuiven van stuc en voluutvormige consoles onder de kroonlijst                      |
| Huis met sobere gepleisterde lijstgevel. Ingangspartij met voluutvormige consoles onder kroonlijstje | Woonhuis                  | ca. 1935                                                    |                                                       | Catharinastraat 12                       | 51° 35' 22" NB, 4° 46' 38" OL | 10124  | Huis met sobere gepleisterde lijstgevel. Ingangspartij met voluutvormige consoles onder kroonlijstje                                                                       |
| Huis met geblokt gepleisterde gevel en kroonlijst met triglyphen | Woonhuis                  | ca. 1840                                                    |                                                       | Catharinastraat 14                       | 51° 35' 22" NB, 4° 46' 39" OL | 10125  | Huis met geblokt gepleisterde gevel en kroonlijst met triglyphen |
| Groot monumentaal herenhuis met zowel uit- als inwendig rijke Lodewijk XIV versieringen | Woonhuis                  | ca. 1728                                                    |                                                       | Catharinastraat 16                       | 51° 35' 22" NB, 4° 46' 39" OL | 10126  | Meer afbeeldingen |
| Monumentaal herenhuis met gepleisterde Empire gevel; segmentmotieven in roeden van bovenlicht; schuiframen met wisseldorpel; monumentaal trappenhuis in Lodewijk XIV trant, rijke balusters en stucwerk | Woonhuis                  | 18e eeuw (beschilderingen + betimmeringen) 1839 (koetshuis) |                                                       | Catharinastraat 18                       | 51° 35' 22" NB, 4° 46' 40" OL | 10127  | Meer afbeeldingen |
| Groot huis, oorspronkelijk bestaande uit twee vleugels met voorhof, kort na 1848 uitgebouwd, maar nog in grote delen teruggaand tot de 15e eeuw. Kelders met tongewelven, ongewelfde kelderkeuken met zandstenen wangstukken van gotisch schouw. Voorgevel thans met uitvoerige vensteromlijstingen (frontons) | Woonhuis                  | 15e eeuw (grote delen)                                      |                                                       | Catharinastraat 20A t/m E                | 51° 35' 22" NB, 4° 46' 41" OL | 10128  | Meer afbeeldingen |
| Breed herenhuis met witgepleisterde lijstgevel | Woonhuis                  | 17e-18e eeuw (kern)                                         |                                                       | Catharinastraat 24                       | 51° 35' 23" NB, 4° 46' 42" OL | 10129  | Meer afbeeldingen |
| Monumentaal pand met inrijpoort en binnenplaats. Gepleisterde lijstgevel. Binnenbetimmering en deuren in Lod.XIV stijl | Woonhuis                  | 16e eeuw (aanleg)                                           |                                                       | Catharinastraat 26                       | 51° 35' 23" NB, 4° 46' 43" OL | 10130  | Meer afbeeldingen |
| Huis met brede, geblokt gepleisterde gevel | Woonhuis                  | eerste helft 19e eeuw                                       |                                                       | Catharinastraat 28                       | 51° 35' 23" NB, 4° 46' 44" OL | 10131  | Meer afbeeldingen |
| Breed pand met gele geblokt gepleisterde gevel; ingangspartij met kroonlijst op voluutvormige consoles. Halfrond bovenlicht met als spaken uitgezette roeden | Woonhuis                  | tweede kwart 19e eeuw                                       |                                                       | Catharinastraat 32                       | 51° 35' 23" NB, 4° 46' 45" OL | 10132  | Meer afbeeldingen |
| Eenvoudig huis met witgepleisterde gevel | Woonhuis                  |                                                             |                                                       | Catharinastraat 34                       | 51° 35' 22" NB, 4° 46' 46" OL | 10133  | Meer afbeeldingen |
| Eenvoudig huis met witgepleisterde gevel en zadeldak | Woonhuis                  |                                                             |                                                       | Catharinastraat 36                       | 51° 35' 22" NB, 4° 46' 46" OL | 10134  | Meer afbeeldingen |
| Eenvoudig huis met witgepleisterde lijstgevel en zadeldak | Werk-woonhuis             |                                                             |                                                       | Catharinastraat 38                       | 51° 35' 22" NB, 4° 46' 47" OL | 10135  | Meer afbeeldingen |
| Eenvoudig huis met witgepleisterde lijstgevel en zadeldak | Werk-woonhuis             |                                                             |                                                       | Catharinastraat 40                       | 51° 35' 22" NB, 4° 46' 47" OL | 10136  | Meer afbeeldingen |
| Huis met gebosseerd gepleisterde lijstgevel en kroonlijst op consoles | Werk-woonhuis             |                                                             |                                                       | Catharinastraat 42                       | 51° 35' 22" NB, 4° 46' 47" OL | 10137  | Meer afbeeldingen |
| Hoekpand, tevens begin vormend van Veemarktstraat. Gebosseerd gepleisterde lijstgevels met kroonlijst op consoles. Hoog zadeldak met rode pannen | Woonhuis                  | ca. 1830                                                    |                                                       | Catharinastraat 44                       | 51° 35' 22" NB, 4° 46' 47" OL | 10138  | Meer afbeeldingen |
| Huis van Brecht | Gezondheidszorg           | eerste helft 16e eeuw (bouw) ca. 1830 (gewijzigd)           |                                                       | Kasteelplein 10                          | 51° 35' 25" NB, 4° 46' 28" OL | 10139  | Meer afbeeldingen |
| Groot Arsenaal | Fort, vesting en -onderdl | 1771                                                        |                                                       | Fellenoordstraat 93                      | 51° 35' 2" NB, 4° 46' 21" OL  | 10141  | Meer afbeeldingen |
| Poort met overbouwing | Vanwege onderdelen kerk   | 17e eeuw                                                    |                                                       | Ginnekenstraat 21                        | 51° 35' 7" NB, 4° 46' 36" OL  | 10142  | Poort met overbouwing |
| Sint-Joostkapel | Kapel                     | ca. 1300 (gesticht) eind 15e-begin 16e eeuw                 |                                                       | Ginnekenstraat 23                        | 51° 35' 7" NB, 4° 46' 36" OL  | 10143  | Meer afbeeldingen |
| Poort met overbouwing waarin een venster en kap die een geheel vormt met die van nr 29 | Onderdeel woningen e.d.   | 17e eeuw                                                    |                                                       | Ginnekenstraat bij 23                    | 51° 35' 7" NB, 4° 46' 37" OL  | 10144  | Poort met overbouwing waarin een venster en kap die een geheel vormt met die van nr 29                                                                                     |
| Den Bonten Osch | Woonhuis                  | ca. 1785                                                    |                                                       | Ginnekenstraat 88                        | 51° 35' 2" NB, 4° 46' 38" OL  | 10145  | Meer afbeeldingen |
| Sint Laurentius | Kerk en kerkonderdeel     | 1901-1902                                                   | Jos.Cuypers en Jan Stuyt                              | Ginnekenweg 333                          | 51° 34' 6" NB, 4° 47' 5" OL   | 10146  | Meer afbeeldingen |
| Huis onder schilddak en met witgepleisterde lijstgevel waaraan 19e-eeuwse stucversieringen (en moderne erker) | Woonhuis                  |                                                             |                                                       | Grote Markt 1                            | 51° 35' 15" NB, 4° 46' 35" OL | 10147  | Meer afbeeldingen |
| Huis met gepleisterde lijstgevel en hoog zadeldak evenwijdig aan de gevel | Woonhuis                  |                                                             |                                                       | Grote Markt 3                            | 51° 35' 15" NB, 4° 46' 35" OL | 10148  | Meer afbeeldingen |
| Huis onder schilddak en met witgepleisterde lijstgevel waaraan 19e-eeuwse stucversieringen en consoles onder de kroonlijst | Woonhuis                  |                                                             |                                                       | Grote Markt 5                            | 51° 35' 15" NB, 4° 46' 35" OL | 10149  | Meer afbeeldingen |
| Huis onder dwars zadeldak en met witgepleisterde lijstgevel, voorzien van 19e-eeuwse stucversieringen en consoles onder de kroonlijst | Werk-woonhuis             |                                                             |                                                       | Grote Markt 7                            | 51° 35' 15" NB, 4° 46' 35" OL | 10150  | Meer afbeeldingen |
| Eenvoudige gevel met fraaie witte kroonlijst met festoenen, tegen 1800 | Woonhuis                  |                                                             |                                                       | Grote Markt 11                           | 51° 35' 16" NB, 4° 46' 35" OL | 10151  | Meer afbeeldingen |
| Huis onder schilddak en met witgepleisterde, van stucversiering voorziene lijstgevel | Woonhuis                  |                                                             |                                                       | Grote Markt 13                           | 51° 35' 16" NB, 4° 46' 35" OL | 10152  | Meer afbeeldingen |
| Huis onder schilddak en met eenvoudige lijstgevel | Woonhuis                  |                                                             |                                                       | Grote Markt 15                           | 51° 35' 16" NB, 4° 46' 35" OL | 10153  | Meer afbeeldingen |
| Voormalige vleeshal, thans stedelijk en bisschoppelijk museum | Handel en kantoor         |                                                             |                                                       | Grote Markt 19                           | 51° 35' 17" NB, 4° 46' 34" OL | 10154  | Meer afbeeldingen |
| Huis onder schilddak en met witgepleisterde lijstgevel, afgesloten door een kroonlijst op consoles | Woonhuis                  |                                                             |                                                       | Grote Markt 21                           | 51° 35' 17" NB, 4° 46' 34" OL | 10155  | Meer afbeeldingen |
| Huis onder schilddak en met verhoogde voorgevel, afgesloten door een kroonlijst op klossen | Woonhuis                  |                                                             |                                                       | Grote Markt 29                           | 51° 35' 18" NB, 4° 46' 34" OL | 10156  | Meer afbeeldingen |
| Huis onder schilddak en met witgepleisterde lijstgevel, afgesloten door kroonlijst op klossen | Woonhuis                  |                                                             |                                                       | Grote Markt 31                           | 51° 35' 18" NB, 4° 46' 34" OL | 10157  | Meer afbeeldingen |
| Huis onder schilddak en met gegroefd gepleisterde lijstgevel | Woonhuis                  |                                                             |                                                       | Grote Markt 35                           | 51° 35' 18" NB, 4° 46' 33" OL | 10158  | Meer afbeeldingen |
| Huis onder groot rood schilddak en met gebosseerd witgepleisterde lijstgevel, voorzien van 19e-eeuwse stucversieringen en een kroonlijst op een tandlijst | Woonhuis                  |                                                             |                                                       | Grote Markt 33                           | 51° 35' 18" NB, 4° 46' 34" OL | 10159  | Meer afbeeldingen |
| Huis waarvan de lijstgevel met een gele gegroefde pleisterlaag bedekt is | Woonhuis                  |                                                             |                                                       | Grote Markt 39                           | 51° 35' 19" NB, 4° 46' 33" OL | 10160  | Meer afbeeldingen |
| Huis onder schilddak en met gebosseerd geelgepleisterde lijstgevel | Woonhuis                  |                                                             |                                                       | Grote Markt 41                           | 51° 35' 19" NB, 4° 46' 33" OL | 10161  | Meer afbeeldingen |
| Huis onder schilddak en met gecemente lijstgevel | Woonhuis                  |                                                             |                                                       | Grote Markt 43                           | 51° 35' 19" NB, 4° 46' 33" OL | 10162  | Meer afbeeldingen |
| Huis onder aan de hoek omlopend schilddak en met gepleisterde voorgevel, waaraan stucversieringen | Woonhuis                  |                                                             |                                                       | Grote Markt 49                           | 51° 35' 20" NB, 4° 46' 33" OL | 10163  | Meer afbeeldingen |
| Oraengienboom | Woonhuis                  | 1589                                                        |                                                       | Grote Markt 59                           | 51° 35' 21" NB, 4° 46' 33" OL | 10164  | Meer afbeeldingen |
| Prins Maurits | Werk-woonhuis             | 1612                                                        |                                                       | Grote Markt 61                           | 51° 35' 22" NB, 4° 46' 33" OL | 10165  | Meer afbeeldingen |
| Pand met eenvoudige gepleisterde lijstgevel | Werk-woonhuis             |                                                             |                                                       | Grote Markt 2                            | 51° 35' 16" NB, 4° 46' 37" OL | 10166  | Meer afbeeldingen |
| Huis met eenvoudige witgeschilderde lijstgevel en dwars zadeldak | Woonhuis                  |                                                             |                                                       | Grote Markt 10                           | 51° 35' 16" NB, 4° 46' 36" OL | 10167  | Meer afbeeldingen |
| Huis met witte lijstgevel en ingangspartij met versiering | Woonhuis                  |                                                             |                                                       | Grote Markt 12                           | 51° 35' 16" NB, 4° 46' 36" OL | 10168  | Meer afbeeldingen |
| Huis met gepleisterde lijstgevel en houten fronton aan de zijde der veemarktstraat | Werk-woonhuis             |                                                             |                                                       | Grote Markt 14                           | 51° 35' 17" NB, 4° 46' 36" OL | 10169  | Meer afbeeldingen |
| Hoekpand Veemarktstraat, met gepleisterde gevels | Woonhuis                  |                                                             |                                                       | Grote Markt 16                           | 51° 35' 18" NB, 4° 46' 36" OL | 10170  | Meer afbeeldingen |
| Huis met gegroefd witgepleisterde lijstgevel, kroonlijst op consoles en zadeldak evenwijdig aan de gevel | Woonhuis                  |                                                             |                                                       | Grote Markt 18                           | 51° 35' 18" NB, 4° 46' 36" OL | 10171  | Meer afbeeldingen |
| Huis met gepleisterde lijstgevel, geprofileerde vensteromlijsting en zadeldak evenwijdig aan de gevel | Woonhuis                  |                                                             |                                                       | Grote Markt 20                           | 51° 35' 18" NB, 4° 46' 36" OL | 10172  | Meer afbeeldingen |
| Huis onder dwars zadeldak en met gepleisterde lijstgevel | Woonhuis                  |                                                             |                                                       | Grote Markt 22                           | 51° 35' 18" NB, 4° 46' 35" OL | 10173  | Meer afbeeldingen |
| Huis met gebosseerd witgepleisterde lijstgevel | Woonhuis                  |                                                             |                                                       | Grote Markt 26                           | 51° 35' 19" NB, 4° 46' 35" OL | 10174  | Meer afbeeldingen |
| Liggend Hert | Woonhuis                  |                                                             |                                                       | Grote Markt 38                           | 51° 35' 20" NB, 4° 46' 35" OL | 10175  | Liggend Hert |
| Oude stadhuis | Bestuursgebouw en onderdl |                                                             |                                                       | Grote Markt 38                           | 51° 35' 20" NB, 4° 46' 35" OL | 10176  | Meer afbeeldingen |
| Huis onder schilddak en met empire gevel, waaraan een kroonlijst met eier- en tandlijst en waarin empire schuiframen | Werk-woonhuis             |                                                             |                                                       | Grote Markt 44                           | 51° 35' 20" NB, 4° 46' 34" OL | 10177  | Meer afbeeldingen |
| Huis onder met rode pannen belegd schilddak en met gepleisterde lijstgevel, eerste helft 19e eeu | Woonhuis                  |                                                             |                                                       | Grote Markt 46                           | 51° 35' 21" NB, 4° 46' 34" OL | 10178  | Meer afbeeldingen |
| Pand met roodgeverfde lijstgevel, kroonlijst op consoles siermotief van segmentvormige roeden in de bovenste schuiframen | Woonhuis                  |                                                             |                                                       | Grote Markt 48                           | 51° 35' 21" NB, 4° 46' 34" OL | 10179  | Meer afbeeldingen |
| Breed huis met gepleisterde lijstgevel, afgesloten door een kroonlijst op 19e-eeuwse consoles | Woonhuis                  |                                                             |                                                       | Grote Markt 50                           | 51° 35' 21" NB, 4° 46' 34" OL | 10180  | Meer afbeeldingen |
| Huis onder met rode pannen belegd dwars schilddak en met gepleisterde lijstgevel | Woonhuis                  |                                                             |                                                       | Grote Markt 52                           | 51° 35' 21" NB, 4° 46' 34" OL | 10181  | Meer afbeeldingen |
| Huis onder rood schilddak en met gepleisterde lijstgevel | Woonhuis                  |                                                             |                                                       | Grote Markt 54                           | 51° 35' 22" NB, 4° 46' 34" OL | 10182  | Meer afbeeldingen |
| Vergulden ABC | Werk-woonhuis             | 1708                                                        |                                                       | Grote Markt 56                           | 51° 35' 22" NB, 4° 46' 34" OL | 10183  | Meer afbeeldingen |
| Huis met eenvoudige lijstgevel, schilddak, kroonlijst op consoles, eind 18e of begin 19e eeuw | Woonhuis                  |                                                             |                                                       | Haagdijk 1                               | 51° 35' 18" NB, 4° 46' 16" OL | 10184  | Meer afbeeldingen |
| Roy Scheir | Woonhuis                  | 17e eeuw                                                    |                                                       | Haagdijk 11                              | 51° 35' 18" NB, 4° 46' 14" OL | 10185  | Meer afbeeldingen |
| Huis met lijstgevel, schilddak en 17e-eeuwse achtergevel | Werk-woonhuis             |                                                             |                                                       | Haagdijk 18                              | 51° 35' 19" NB, 4° 46' 13" OL | 10186  | Meer afbeeldingen |
| Het Swart Lam | Woonhuis                  |                                                             |                                                       | Haagdijk 22                              | 51° 35' 19" NB, 4° 46' 13" OL | 10187  | Meer afbeeldingen |
| De Sevensterre | Woonhuis                  |                                                             |                                                       | Haagdijk 74                              | 51° 35' 16" NB, 4° 46' 10" OL | 10188  | Meer afbeeldingen |
| Den Wildeman | Werk-woonhuis             |                                                             |                                                       | Haagdijk 78                              | 51° 35' 16" NB, 4° 46' 9" OL  | 10189  | Meer afbeeldingen |
| Den Cleynen Wildeman | Woonhuis                  |                                                             |                                                       | Haagdijk 82                              | 51° 35' 16" NB, 4° 46' 9" OL  | 10190  | Den Cleynen Wildeman |
| Sint-Annakerk | Kerk en kerkonderdeel     |                                                             |                                                       | Haagweg 1                                | 51° 35' 7" NB, 4° 45' 47" OL  | 10191  | Meer afbeeldingen |
| Hoofdwacht, thans bureau van de garnizoenscommandant | Militair wachtgebouw      |                                                             |                                                       | Halstraat 1Bis                           | 51° 35' 15" NB, 4° 46' 37" OL | 10192  | Meer afbeeldingen |
| Hoekpand Oude Vest, voormalig tuchthuis | Gerechtsgebouw            |                                                             |                                                       | Halstraat 31                             | 51° 35' 12" NB, 4° 46' 40" OL | 10193  | Meer afbeeldingen |
| Groot woonhuis behorend bij het voormalig tuchthuis | Woonhuis                  |                                                             |                                                       | Halstraat 29                             | 51° 35' 12" NB, 4° 46' 39" OL | 10194  | Meer afbeeldingen |
| Vishal | Woonhuis                  |                                                             |                                                       | Haven 22                                 | 51° 35' 23" NB, 4° 46' 24" OL | 10195  | Meer afbeeldingen |
| Huis met gepleisterde 19e-eeuwse lijstgevel | Werk-woonhuis             |                                                             |                                                       | Haven 1                                  | 51° 35' 18" NB, 4° 46' 19" OL | 10196  | Meer afbeeldingen |
| Sterk vernieuwd maar toch goed in de wand passend huis met lijstgevel en stoep | Woonhuis                  |                                                             |                                                       | Haven 2                                  | 51° 35' 18" NB, 4° 46' 19" OL | 10197  | Meer afbeeldingen |
| Den Anker | Industrie                 |                                                             |                                                       | Haven 4                                  | 51° 35' 19" NB, 4° 46' 19" OL | 10198  | Meer afbeeldingen |
| Ingrijpend vernieuwd en van moderne etalages voorzien huis | Woonhuis                  |                                                             |                                                       | Haven 5                                  | 51° 35' 19" NB, 4° 46' 20" OL | 10199  | Meer afbeeldingen |
| Huis onder schilddak en met gebosseerd gepleisterde lijstgevel waarin schuiframen | Werk-woonhuis             |                                                             |                                                       | Haven 6                                  | 51° 35' 19" NB, 4° 46' 20" OL | 10200  | Meer afbeeldingen |
| Pand achter een gevel en onder een dak met het nr | Woonhuis                  |                                                             |                                                       | Haven 7                                  | 51° 35' 19" NB, 4° 46' 21" OL | 10201  | Meer afbeeldingen |
| Pand achter een gevel en onder een dak met het nr 7 | Werk-woonhuis             |                                                             |                                                       | Haven 8                                  | 51° 35' 20" NB, 4° 46' 20" OL | 10202  | Meer afbeeldingen |
| Fraai herenhuis | Woonhuis                  |                                                             |                                                       | Haven 9                                  | 51° 35' 20" NB, 4° 46' 21" OL | 10203  | Meer afbeeldingen |
| Huis met gebosseerd gepleisterde lijstgevel en ouder schilddak | Woonhuis                  |                                                             |                                                       | Haven 10                                 | 51° 35' 20" NB, 4° 46' 21" OL | 10204  | Meer afbeeldingen |
| Deftig herenhuis, kroonlijst, gesneden bovenlicht, later toegevoegde erker | Woonhuis                  |                                                             |                                                       | Haven 14                                 | 51° 35' 21" NB, 4° 46' 22" OL | 10205  | Meer afbeeldingen |
| Huis met geelgeverfde lijstgevel, schilddak, kroonlijst op klossen, ramen met kleine roedenverdeling en aan de achterzijde topgevel met vlechtingen | Werk-woonhuis             |                                                             |                                                       | Haven 15                                 | 51° 35' 21" NB, 4° 46' 22" OL | 10206  | Meer afbeeldingen |
| Fraai pand met pilastergevel | Woonhuis                  |                                                             |                                                       | Haven 20                                 | 51° 35' 22" NB, 4° 46' 23" OL | 10207  | Meer afbeeldingen |
| De Oude Zalm | Werk-woonhuis             |                                                             |                                                       | Haven 21                                 | 51° 35' 22" NB, 4° 46' 23" OL | 10208  | Meer afbeeldingen |
| De Witte Leeuw | Opslag                    |                                                             |                                                       | Haven 21A                                | 51° 35' 22" NB, 4° 46' 24" OL | 10209  | Meer afbeeldingen |
| Eenvoudig pand met gepleisterde lijstgevel en schilddak | Woonhuis                  |                                                             |                                                       | Haven 22A                                | 51° 35' 22" NB, 4° 46' 24" OL | 10210  | Meer afbeeldingen |
| Huisje met gepleisterde lijstgevel en schilddak | Werk-woonhuis             |                                                             |                                                       | Havermarkt 3                             | 51° 35' 21" NB, 4° 46' 27" OL | 10211  | Meer afbeeldingen |
| De Dry Keerssen | Werk-woonhuis             |                                                             |                                                       | Havermarkt 5                             | 51° 35' 21" NB, 4° 46' 26" OL | 10212  | Meer afbeeldingen |
| Huis 'de vogel struys' | Woonhuis                  |                                                             |                                                       | Havermarkt 21                            | 51° 35' 21" NB, 4° 46' 26" OL | 10213  | Meer afbeeldingen |
| Pand op de hoek van de vismarktstraat | Werk-woonhuis             |                                                             |                                                       | Havermarkt 2                             | 51° 35' 22" NB, 4° 46' 27" OL | 10214  | Meer afbeeldingen |
| Groot eenvoudig pand met schilddak | Woonhuis                  |                                                             |                                                       | Havermarkt 4                             | 51° 35' 22" NB, 4° 46' 26" OL | 10215  | Meer afbeeldingen |
| Huis met gepleisterde lijstgevel | Woonhuis                  |                                                             |                                                       | Havermarkt 6                             | 51° 35' 22" NB, 4° 46' 26" OL | 10216  | Meer afbeeldingen |
| Pand met gebosseerd geelgepleisterde lijstgevel | Woonhuis                  |                                                             |                                                       | Havermarkt 8                             | 51° 35' 22" NB, 4° 46' 26" OL | 10217  | Pand met gebosseerd geelgepleisterde lijstgevel |
| Huis met gebosseerd gepleisterde lijstgevel en zadeldak | Werk-woonhuis             |                                                             |                                                       | St. Janstraat 1                          | 51° 35' 16" NB, 4° 46' 37" OL | 10218  | Meer afbeeldingen |
| Woonhuis met gepleisterde gevel en ingangspartij met Korinthische pilasters en festoen in hoofdgestel | Woonhuis                  | 1840                                                        |                                                       | St. Janstraat 5                          | 51° 35' 16" NB, 4° 46' 38" OL | 10219  | Meer afbeeldingen |
| Huis onder schilddak en met witgepleisterde lijstgevel | Woonhuis                  |                                                             |                                                       | St. Janstraat 7                          | 51° 35' 16" NB, 4° 46' 38" OL | 10220  | Meer afbeeldingen |
| Huis onder rood schilddak en met gebosseerd witgepleisterde lijstgevel | Woonhuis                  |                                                             |                                                       | St. Janstraat 9                          | 51° 35' 16" NB, 4° 46' 38" OL | 10221  | Meer afbeeldingen |
| Huis met gepleisterde lijstgevel, schilddak | Woonhuis                  |                                                             |                                                       | St. Janstraat 19                         | 51° 35' 17" NB, 4° 46' 40" OL | 10222  | Meer afbeeldingen |
| Nog geheel woonhuis met gebosseerd geel gepleisterde lijstgevel en schilddak | Woonhuis                  |                                                             |                                                       | St. Janstraat 21                         | 51° 35' 17" NB, 4° 46' 40" OL | 10223  | Meer afbeeldingen |
| Huis met gebosseerd gepleisterde lijstgevel, bovenlicht met segmentvormige roeden | Woonhuis                  |                                                             |                                                       | St. Janstraat 25                         | 51° 35' 17" NB, 4° 46' 41" OL | 10224  | Meer afbeeldingen |
| Behoort tot Veemarktstraat 40 | Woonhuis                  |                                                             |                                                       | St. Janstraat 33                         | 51° 35' 18" NB, 4° 46' 42" OL | 10225  | Meer afbeeldingen |
| Huis met gepleisterde lijstgevel, bekroond door een attiek | Werk-woonhuis             |                                                             |                                                       | St. Janstraat 6                          | 51° 35' 15" NB, 4° 46' 38" OL | 10226  | Meer afbeeldingen |
| Sint-Antoniuskerk | Kerk en kerkonderdeel     |                                                             |                                                       | St. Janstraat 8                          | 51° 35' 15" NB, 4° 46' 38" OL | 10227  | Meer afbeeldingen |
| Huis met gebosseerd gepleisterde lijstgevel, bekroond door een attiek en voorzien van segmentvormig overtoogde vensters | Woonhuis                  |                                                             |                                                       | St. Janstraat 8                          | 51° 35' 16" NB, 4° 46' 39" OL | 10228  | Huis met gebosseerd gepleisterde lijstgevel, bekroond door een attiek en voorzien van segmentvormig overtoogde vensters                                                    |
| Voormalig huis Ocrum | Woonhuis                  |                                                             |                                                       | St. Janstraat 18                         | 51° 35' 17" NB, 4° 46' 41" OL | 10229  | Meer afbeeldingen |
| Woonhuis, met gepleisterde lijstgevel, ingangspartij met kroonlijst op voluutvormige consoles, bovenlicht met stermotief | Woonhuis                  | 1840                                                        |                                                       | St. Janstraat 20                         | 51° 35' 17" NB, 4° 46' 42" OL | 10230  | Meer afbeeldingen |
| Pakhuis van de pelmolen | Opslag                    |                                                             |                                                       | Jan van Polanenkade 26                   | 51° 35' 10" NB, 4° 46' 20" OL | 10231  | Meer afbeeldingen |
| De Noordpool | Industrie                 |                                                             |                                                       | Jan van Polanenkade 28                   | 51° 35' 9" NB, 4° 46' 20" OL  | 10232  | Meer afbeeldingen |
| Dwarspandje zonder verdieping onder met pannen gedekt zadeldak tussen puntgevels en lager achterliggend dwarspandje zonder verdieping onder met pannen gedekt zadeldak | Woonhuis                  |                                                             |                                                       | Jan van Polanenkade 30                   | 51° 35' 9" NB, 4° 46' 20" OL  | 10233  | Meer afbeeldingen |
| Rijk bewerkt hardstenen poortje dat de achteruitgang is van de voormalige vleeshal | Erfscheiding              |                                                             |                                                       | Karrestraat bij 7                        | 51° 35' 16" NB, 4° 46' 32" OL | 10234  | Meer afbeeldingen |
| Het Kasteel | Kasteel, buitenplaats     |                                                             |                                                       | Kasteelplein 10                          | 51° 35' 29" NB, 4° 46' 29" OL | 10235  | Meer afbeeldingen |
| Voormalig gouverneurshuis, thans volkenkundig museum Justinus van Nassau | Woonhuis                  |                                                             |                                                       | Kasteelplein 55                          | 51° 35' 25" NB, 4° 46' 32" OL | 10236  | Meer afbeeldingen |
| Huis met gecombineerd schild- en zadeldak en witgepleisterde lijstgevel | Werk-woonhuis             |                                                             |                                                       | Kerkplein 3                              | 51° 35' 19" NB, 4° 46' 32" OL | 10237  | Meer afbeeldingen |
| Pand met eenvoudige witgeverfde lijstgevel | Werk-woonhuis             |                                                             |                                                       | Kerkplein 5                              | 51° 35' 19" NB, 4° 46' 32" OL | 10238  | Meer afbeeldingen |
| Het Bredase weeshuis | Sociale zorg, liefdadigh. |                                                             |                                                       | Kloosterplein 6                          | 51° 35' 17" NB, 4° 46' 49" OL | 10239  | Meer afbeeldingen |
| Kloosterkazerne | Klooster, kloosteronderdl | 1308, vernieuwd 1498-1504                                   |                                                       | Kloosterplein 20                         | 51° 35' 14" NB, 4° 46' 51" OL | 10240  | Meer afbeeldingen |
| Huis met gepleisterde lijstgevel | Woonhuis                  |                                                             |                                                       | Korte Brugstraat 1                       | 51° 35' 18" NB, 4° 46' 33" OL | 10241  | Meer afbeeldingen |
| Huis met gebosseerd gepleisterde lijstgevel en vensters met omlijstingen in stuc | Woonhuis                  |                                                             |                                                       | Korte Brugstraat 3                       | 51° 35' 18" NB, 4° 46' 33" OL | 10242  | Meer afbeeldingen |
| Huis met dwars zadeldak en gebosseerd witgepleisterde lijstgevel | Woonhuis                  |                                                             |                                                       | Korte Brugstraat 4                       | 51° 35' 18" NB, 4° 46' 33" OL | 10243  | Meer afbeeldingen |
| Huis met dwars zadeldak en gebosseerd witgepleisterde lijstgevel | Woonhuis                  |                                                             |                                                       | Korte Brugstraat 6                       | 51° 35' 18" NB, 4° 46' 32" OL | 10244  | Meer afbeeldingen |
| Huis met eenvoudige lijstgevel, schuiframen, schilddak | Woonhuis                  |                                                             |                                                       | Korte Brugstraat 10                      | 51° 35' 18" NB, 4° 46' 32" OL | 10245  | Meer afbeeldingen |
| Het Schaecbert | Woonhuis                  |                                                             |                                                       | Lange Brugstraat 2                       | 51° 35' 18" NB, 4° 46' 30" OL | 10246  | Meer afbeeldingen |
| Huis met gebosseerd gepleisterde lijstgevel | Woonhuis                  |                                                             |                                                       | Nieuwe Huizen 25                         | 51° 35' 11" NB, 4° 45' 60" OL | 10247  | Meer afbeeldingen |
| Pand met verdieping en zadeldak, evenwijdig aan de straat, wellicht 18e eeuw | Woonhuis                  |                                                             |                                                       | Nieuwe Huizen 43                         | 51° 35' 10" NB, 4° 46' 2" OL  | 10249  | Meer afbeeldingen |
| Pand met verdieping en zadeldak, tussen puntgevels, evenwijdig aan de straat, wellicht 18e eeuw | Woonhuis                  |                                                             |                                                       | Nieuwe Huizen 45                         | 51° 35' 10" NB, 4° 46' 2" OL  | 10250  | Meer afbeeldingen |
| Pand, met verdieping en schilddak | Werk-woonhuis             | wellicht 18e eeuw                                           |                                                       | Nieuwe Huizen 47                         | 51° 35' 10" NB, 4° 46' 2" OL  | 10251  | Meer afbeeldingen |
| Huis onder dwars zadeldak en met witgepleisterde lijstgevel waarin inrijpoort en empire schuiframen | Woonhuis                  |                                                             |                                                       | Nieuwe Huizen 55                         | 51° 35' 9" NB, 4° 46' 4" OL   | 10253  | Meer afbeeldingen |
| Fraai woonhuis met empire gevel | Woonhuis                  |                                                             |                                                       | Nieuwstraat 13                           | 51° 35' 13" NB, 4° 46' 30" OL | 10261  | Meer afbeeldingen |
| Hoge, gebosseerd groengepleisterde lijstgevel | Woonhuis                  |                                                             |                                                       | Nieuwstraat 15                           | 51° 35' 13" NB, 4° 46' 30" OL | 10262  | Meer afbeeldingen |
| Huis met witgeverfde lijstgevel | Woonhuis                  |                                                             |                                                       | Nieuwstraat 17                           | 51° 35' 13" NB, 4° 46' 29" OL | 10263  | Meer afbeeldingen |
| Huis op de hoek van de waterstraat, met gebosseerd geelgepleisterde gevels en met zadeldak | Woonhuis                  |                                                             |                                                       | Nieuwstraat 19                           | 51° 35' 13" NB, 4° 46' 29" OL | 10264  | Meer afbeeldingen |
| Huis met gebosseerd gepleisterde lijstgevel, kroonlijst op klossen | Werk-woonhuis             |                                                             |                                                       | Nieuwstraat 21                           | 51° 35' 13" NB, 4° 46' 28" OL | 10265  | Meer afbeeldingen |
| Groot herenhuis | Woonhuis                  |                                                             |                                                       | Nieuwstraat 23                           | 51° 35' 13" NB, 4° 46' 25" OL | 10266  | Groot herenhuis |
| Huis van assendelft, van 1806-1840 weeshuis, liefdegesticht der zusters franciscanessen | Sociale zorg, liefdadigh. |                                                             |                                                       | Nieuwstraat 25                           | 51° 35' 13" NB, 4° 46' 25" OL | 10267  | Meer afbeeldingen |
| Heer wijnaendts van steins fundatie | Werk-woonhuis             |                                                             |                                                       | Oude Vest 9                              | 51° 35' 13" NB, 4° 46' 44" OL | 10268  | Meer afbeeldingen |
| Huis onder dwars schilddak en met grijsgepleisterde lijstgevel waarin schuiframen | Woonhuis                  |                                                             |                                                       | Oude Vest 11                             | 51° 35' 13" NB, 4° 46' 44" OL | 10269  | Meer afbeeldingen |
| Poortje met drie burchten en de spreuk "En attendant" gebeeldhouwd familiewapen boven op zandstenen waterlijst | Erfscheiding              | 1632                                                        |                                                       | Oude Vest bij 13                         | 51° 35' 13" NB, 4° 46' 45" OL | 10270  | Meer afbeeldingen |
| Woonhuis | Woonhuis                  |                                                             |                                                       | Prinsenkade 7                            | 51° 35' 21" NB, 4° 46' 18" OL | 10271  | Meer afbeeldingen |
| Eenvoudig huis met witgepleisterde gevel | Woonhuis                  |                                                             |                                                       | Prinsenkade 8                            | 51° 35' 22" NB, 4° 46' 19" OL | 10272  | Meer afbeeldingen |
| Herenhuis | Woonhuis                  |                                                             |                                                       | Prinsenkade 10                           | 51° 35' 22" NB, 4° 46' 19" OL | 10275  | Meer afbeeldingen |
| Huis met uitspringende middentravee, kroonlijst, gebosseerde roze pleisterlaag en stucversieringen | Woonhuis                  |                                                             |                                                       | Prinsenkade 11                           | 51° 35' 23" NB, 4° 46' 20" OL | 10276  | Meer afbeeldingen |
| Huis met gepleisterde lijstgevel | Woonhuis                  |                                                             |                                                       | Prinsenkade 11A                          | 51° 35' 23" NB, 4° 46' 19" OL | 10277  | Meer afbeeldingen |
| Huis met gebosseerd gepleisterde lijstgevel | Woonhuis                  |                                                             |                                                       | Prinsenkade 13                           | 51° 35' 23" NB, 4° 46' 20" OL | 10278  | Meer afbeeldingen |
| Boerderij van het langgeveltype | Boerderij                 |                                                             |                                                       | Raamschoorseweg 43                       | 51° 33' 20" NB, 4° 43' 13" OL | 10280  | Meer afbeeldingen |
| Reeks huizen met een strakke gepleisterde gevel, vorm van ingangen, gootlijsten, vensters en deuren eenvoudig maar stijlvol Empire. | Woonhuis                  |                                                             |                                                       | Reigerstraat 1                           | 51° 35' 22" NB, 4° 46' 32" OL | 10281  | Meer afbeeldingen |
| Café de Vrachtwagen | Woonhuis                  |                                                             |                                                       | Reigerstraat 15                          | 51° 35' 21" NB, 4° 46' 29" OL | 10282  | Meer afbeeldingen |
| Prins Cardinaal | Woonhuis                  |                                                             |                                                       | Reigerstraat 2                           | 51° 35' 22" NB, 4° 46' 34" OL | 10283  | Meer afbeeldingen |
| Pand, oorspronkelijk met het nr | Werk-woonhuis             |                                                             |                                                       | Reigerstraat 4                           | 51° 35' 22" NB, 4° 46' 33" OL | 10284  | Meer afbeeldingen |
| Pand, oorspronkelijk met het nr 4 deel uitmakend van het stadsteerhuis (1498-1536) | Werk-woonhuis             |                                                             |                                                       | Reigerstraat 6                           | 51° 35' 22" NB, 4° 46' 33" OL | 10285  | Meer afbeeldingen |
| Pand met hoog schilddak, een geheel vormend met het buurpand nr 10 | Werk-woonhuis             |                                                             |                                                       | Reigerstraat 8                           | 51° 35' 22" NB, 4° 46' 33" OL | 10286  | Meer afbeeldingen |
| Pand met hoog schilddak, een geheel vormend met het buurpand nr 8 | Werk-woonhuis             |                                                             |                                                       | Reigerstraat 10                          | 51° 35' 22" NB, 4° 46' 33" OL | 10287  | Meer afbeeldingen |
| Huis onder dwars schilddak en met gebosseerd geelgepleisterde lijstgevel | Woonhuis                  |                                                             |                                                       | Reigerstraat 14                          | 51° 35' 22" NB, 4° 46' 32" OL | 10288  | Meer afbeeldingen |
| Onder het pand, dat zelf niet voor bescherming in aanmerking komt, is de kelder van het huis van Renesse (plm. 1500) bewaard: overdekt door tongewelven, in twee helften gescheiden door korfbogen op pilasters en twee zuilen                                                                                 | Woonhuis                  |                                                             |                                                       | Reigerstraat 22                          | 51° 35' 22" NB, 4° 46' 30" OL | 10289  | Meer afbeeldingen |
| Pand een geheel vormend met het buurpand nr 28 | Woonhuis                  |                                                             |                                                       | Reigerstraat 26                          | 51° 35' 22" NB, 4° 46' 29" OL | 10290  | Meer afbeeldingen |
| Pand een geheel vormend met het buurpand nr 26 | Woonhuis                  |                                                             |                                                       | Reigerstraat 28                          | 51° 35' 22" NB, 4° 46' 29" OL | 10291  | Meer afbeeldingen |
| Pand met gebosseerd gepleisterde lijstgevel met kroonlijst met triglyphen | Woonhuis                  | begin 19e eeuw (huis) 17e eeuw (achtertopgevel)             |                                                       | Reigerstraat 30                          | 51° 35' 22" NB, 4° 46' 29" OL | 10292  | Meer afbeeldingen |
| Den Arent | Woonhuis                  | 17e eeuw                                                    |                                                       | Reigerstraat 32                          | 51° 35' 22" NB, 4° 46' 29" OL | 10293  | Meer afbeeldingen |
| Huis met 'doristische' gepleisterde gevel | Woonhuis                  |                                                             |                                                       | Ridderstraat 23                          | 51° 35' 14" NB, 4° 46' 34" OL | 10294  | Huis met 'doristische' gepleisterde gevel |
| Sint Fidelis | Klooster, kloosteronderdl |                                                             |                                                       | Schorsmolenstraat 11                     | 51° 35' 16" NB, 4° 45' 53" OL | 10295  | Meer afbeeldingen |
| Huis met schilddak en eenvoudige lijstgevel | Woonhuis                  |                                                             |                                                       | Tolbrugstraat 19                         | 51° 35' 18" NB, 4° 46' 17" OL | 10296  | Meer afbeeldingen |
| Huis onder met rode pannen belegd hoog dwars zadeldak en met gebosseerd witgepleisterde lijstgevel | Woonhuis                  |                                                             |                                                       | Torenstraat 3                            | 51° 35' 18" NB, 4° 46' 30" OL | 10297  | Meer afbeeldingen |
| Huis met steil zadeldak evenwijdig aan de gepleisterde en van stucversiering voorziene lijstgevel | Woonhuis                  |                                                             |                                                       | Torenstraat 5                            | 51° 35' 18" NB, 4° 46' 30" OL | 10298  | Meer afbeeldingen |
| Herenhuis met gepleisterde lijstgevel | Woonhuis                  |                                                             |                                                       | Torenstraat 9                            | 51° 35' 19" NB, 4° 46' 30" OL | 10299  | Meer afbeeldingen |
| Huis met geelgepleisterde lijstgevel en schilddak | Woonhuis                  |                                                             |                                                       | Torenstraat 13                           | 51° 35' 19" NB, 4° 46' 29" OL | 10300  | Meer afbeeldingen |
| Pand met verdieping en zadeldak, evenwijdig aan de straat | Woonhuis                  |                                                             |                                                       | Torenstraat 17                           | 51° 35' 20" NB, 4° 46' 29" OL | 10301  | Meer afbeeldingen |
| Huis met schilddak en gepleisterde lijstgevel | Woonhuis                  |                                                             |                                                       | Torenstraat 25                           | 51° 35' 21" NB, 4° 46' 28" OL | 10302  | Meer afbeeldingen |
| Huis met schilddak en gepleisterde lijstgevel | Boerderij                 |                                                             |                                                       | Torenstraat 27                           | 51° 35' 21" NB, 4° 46' 28" OL | 10303  | Meer afbeeldingen |
| Huis met schilddak en gepleisterde lijstgevels en versierde ingangspartij aan beide zijden, met Korinthische pilasters en guirlandes in het hoofdgestel | Woonhuis                  |                                                             |                                                       | Torenstraat 31                           | 51° 35' 21" NB, 4° 46' 28" OL | 10304  | Meer afbeeldingen |
| Grote of Onze-Lieve-Vrouwekerk | Kerk en kerkonderdeel     |                                                             |                                                       | Kerkplein 2                              | 51° 35' 20" NB, 4° 46' 32" OL | 10305  | Meer afbeeldingen |
| Hoekpand Grote Markt, met gepleisterde lijstgevel | Woonhuis                  | ong. 1860                                                   |                                                       | Veemarktstraat 1                         | 51° 35' 18" NB, 4° 46' 36" OL | 10306  | Meer afbeeldingen |
| Huis met eenvoudige gepleisterde verhoogde lijstgevel en zadeldak | Woonhuis                  |                                                             |                                                       | Veemarktstraat 3                         | 51° 35' 18" NB, 4° 46' 37" OL | 10307  | Meer afbeeldingen |
| Huis met eenvoudige gepleisterde lijstgevel en zadeldak | Werk-woonhuis             |                                                             |                                                       | Veemarktstraat 5                         | 51° 35' 18" NB, 4° 46' 37" OL | 10308  | Meer afbeeldingen |
| De ingang van Lutherse Kerk, die geheel ingesloten en verborgen ligt achter de oostelijke bebouwing van de Grote Markt. En van steunberen voorzien zaalgebouw uit 1784, verbouwd in 1837, uit welke tijd de hoge spitsboogvensters met witte houten roeden zullen dagtekenen.                                  | Kerk en kerkonderdeel     |                                                             |                                                       | Veemarktstraat tegenover 11              | 51° 35' 19" NB, 4° 46' 38" OL | 10309  | Meer afbeeldingen |
| Huis met witgeverfde lijstgevel | Woonhuis                  | ca. 1860                                                    |                                                       | Veemarktstraat 15                        | 51° 35' 18" NB, 4° 46' 39" OL | 10310  | Meer afbeeldingen |
| Huis met gebosseerd gepleisterde, ingezwenkte halsgevel, gedekt door een driehoekig fronton | Woonhuis                  |                                                             |                                                       | Veemarktstraat 17                        | 51° 35' 19" NB, 4° 46' 39" OL | 10311  | Meer afbeeldingen |
| Huis met gebosseerd gepleisterde ingezwenkte halsgevel, gedekt met driehoekig fronton | Woonhuis                  |                                                             |                                                       | Veemarktstraat 19                        | 51° 35' 18" NB, 4° 46' 39" OL | 10312  | Meer afbeeldingen |
| Vergulde Craen | Woonhuis                  |                                                             |                                                       | Veemarktstraat 23                        | 51° 35' 18" NB, 4° 46' 40" OL | 10313  | Meer afbeeldingen |
| Huis op de hoek der st | Woonhuis                  |                                                             |                                                       | Veemarktstraat 31                        | 51° 35' 19" NB, 4° 46' 42" OL | 10314  | Meer afbeeldingen |
| Huis met gepleisterde, van stucversiering voorziene lijstgevel en schilddak | Woonhuis                  |                                                             |                                                       | Veemarktstraat 33                        | 51° 35' 19" NB, 4° 46' 42" OL | 10315  | Meer afbeeldingen |
| Huis onder schilddak en met geelgeverfde lijstgevel | Werk-woonhuis             |                                                             |                                                       | Veemarktstraat 35                        | 51° 35' 19" NB, 4° 46' 43" OL | 10316  | Meer afbeeldingen |
| Breed huis met geelgepleisterde lijstgevel waarin 19e-eeuws stucversiering | Werk-woonhuis             |                                                             |                                                       | Veemarktstraat 41                        | 51° 35' 19" NB, 4° 46' 44" OL | 10317  | Meer afbeeldingen |
| Huis onder schilddak en met witgepleisterde lijstgevel | Woonhuis                  |                                                             |                                                       | Veemarktstraat 47                        | 51° 35' 20" NB, 4° 46' 45" OL | 10318  | Meer afbeeldingen |
| Huis onder met rode pannen belegd schilddak en met witte lijstgevel | Werk-woonhuis             |                                                             |                                                       | Veemarktstraat 51                        | 51° 35' 20" NB, 4° 46' 45" OL | 10319  | Huis onder met rode pannen belegd schilddak en met witte lijstgevel |
| Huis onder schilddak en met witgepleisterde lijstgevel, waarin vensters met afgeronde bovenhoeken en 19e-eeuwse reliefversiering | Werk-woonhuis             |                                                             |                                                       | Veemarktstraat 53                        | 51° 35' 20" NB, 4° 46' 45" OL | 10320  | Meer afbeeldingen |
| Monumentaal woonhuis met gepleisterde, deels gebosseerde, gevel met middenrisaliet en kroonlijst op zware consoles, onder zadeldak | Werk-woonhuis             | 1870                                                        |                                                       | Veemarktstraat 55                        | 51° 35' 20" NB, 4° 46' 46" OL | 10321  | Meer afbeeldingen |
| Vermoedelijk koetshuis van nr 55 geweest, beneden gewijzigd | Werk-woonhuis             |                                                             |                                                       | Veemarktstraat 57                        | 51° 35' 20" NB, 4° 46' 46" OL | 10322  | Meer afbeeldingen |
| Breed pand met gebosseerd gepleisterde lijstgevel boven geheel doorlopende moderne vitrines | Woonhuis                  |                                                             |                                                       | Veemarktstraat 59                        | 51° 35' 20" NB, 4° 46' 46" OL | 10323  | Meer afbeeldingen |
| Eenvoudig huis met gegroefd geelgepleisterde lijstgevel | Werk-woonhuis             |                                                             |                                                       | Veemarktstraat 65                        | 51° 35' 21" NB, 4° 46' 47" OL | 10324  | Meer afbeeldingen |
| Huis waarvan het hoge zadeldak met rode pannen een geheel vormt met dat van nr 69 en catharinastraat 44 | Werk-woonhuis             |                                                             |                                                       | Veemarktstraat 67                        | 51° 35' 21" NB, 4° 46' 47" OL | 10325  | Meer afbeeldingen |
| Hoekpand, een geheel met Catharinastraat 44, hoog zadeldak met rode pannen | Woonhuis                  |                                                             |                                                       | Veemarktstraat 69                        | 51° 35' 22" NB, 4° 46' 47" OL | 10326  | Meer afbeeldingen |
| Huis met gepleisterde lijstgevel en schilddak, dat ook nr | Woonhuis                  |                                                             |                                                       | Veemarktstraat 4                         | 51° 35' 17" NB, 4° 46' 37" OL | 10327  | Meer afbeeldingen |
| Huis met gebosseerd gepleisterde lijstgevel en schilddak, dat het gemeen heeft met nr 4 | Woonhuis                  |                                                             |                                                       | Veemarktstraat 6                         | 51° 35' 17" NB, 4° 46' 37" OL | 10328  | Meer afbeeldingen |
| Huis met gebosseerd geelgepleisterde lijstgevel en schilddak | Woonhuis                  |                                                             |                                                       | Veemarktstraat 8                         | 51° 35' 17" NB, 4° 46' 38" OL | 10329  | Meer afbeeldingen |
| Pand opvallend door situatie op hoek st | Werk-woonhuis             |                                                             |                                                       | Veemarktstraat 40                        | 51° 35' 18" NB, 4° 46' 42" OL | 10330  | Meer afbeeldingen |
| Den Bonten Osch | Werk-woonhuis             |                                                             |                                                       | Veemarktstraat 42                        | 51° 35' 18" NB, 4° 46' 43" OL | 10331  | Meer afbeeldingen |
| Deftig woonhuis, ontstaan uit samentrekking van de huizen 'De vygencorff' en 'De royen borgh' | Woonhuis                  |                                                             |                                                       | Veemarktstraat 44                        | 51° 35' 18" NB, 4° 46' 43" OL | 10332  | Meer afbeeldingen |
| Bisschoppelijk paleis | Woonhuis                  |                                                             |                                                       | Veemarktstraat 46                        | 51° 35' 18" NB, 4° 46' 44" OL | 10333  | Meer afbeeldingen |
| Witte Wijngaerd | Werk-woonhuis             |                                                             |                                                       | Veemarktstraat 66                        | 51° 35' 20" NB, 4° 46' 47" OL | 10334  | Meer afbeeldingen |
| Huis met schilddak en lijstgevel, kroonlijst met fraai gesneden consoles | Woonhuis                  |                                                             |                                                       | Veemarktstraat 68                        | 51° 35' 20" NB, 4° 46' 47" OL | 10335  | Meer afbeeldingen |
| Huis met schilddak en 19e-eeuwse gepleisterde lijstgevels | Werk-woonhuis             |                                                             |                                                       | Vismarktstraat 1                         | 51° 35' 22" NB, 4° 46' 26" OL | 10336  | Meer afbeeldingen |
| Huis met gebosseerd gepleisterde lijstgevel, nog geheel woonhuis | Woonhuis                  |                                                             |                                                       | Vismarktstraat 5                         | 51° 35' 22" NB, 4° 46' 26" OL | 10337  | Huis met gebosseerd gepleisterde lijstgevel, nog geheel woonhuis |
| Huis met eenvoudige, witgeverfde lijstgevel | Woonhuis                  |                                                             |                                                       | Vismarktstraat 15                        | 51° 35' 23" NB, 4° 46' 25" OL | 10338  | Meer afbeeldingen |
| Huis met hoog schilddak en witte lijstgevel met kroonlijst op klossen | Werk-woonhuis             |                                                             |                                                       | Vismarktstraat 2                         | 51° 35' 22" NB, 4° 46' 28" OL | 10339  | Meer afbeeldingen |
| Huis met witgepleisterde lijstgevel | Werk-woonhuis             |                                                             |                                                       | Vismarktstraat 4                         | 51° 35' 22" NB, 4° 46' 27" OL | 10340  | Meer afbeeldingen |
| Huis met gepleisterde, van stucversiering voorziene lijstgevel | Woonhuis                  |                                                             |                                                       | Vismarktstraat 8                         | 51° 35' 22" NB, 4° 46' 27" OL | 10341  | Meer afbeeldingen |
| Huis onder dwars zadeldak en met witgeverfde lijstgevel die boven de bovenvensters overkraagt | Werk-woonhuis             |                                                             |                                                       | Vismarktstraat 12                        | 51° 35' 23" NB, 4° 46' 26" OL | 10342  | Meer afbeeldingen |
| Rechter helft van het huis "De Dry Mooren" | Werk-woonhuis             |                                                             |                                                       | Visserstraat 31                          | 51° 35' 20" NB, 4° 46' 23" OL | 10344  | Rechter helft van het huis "De Dry Mooren" |
| Watertoren | Nutsbedrijf               | 1894                                                        | Jan Schotel                                           | Wilhelminasingel 19                      | 51° 35' 4" NB, 4° 47' 6" OL   | 10345  | Meer afbeeldingen |
| Boerderij van het brabantse langgeveltype | Boerderij                 |                                                             |                                                       | Overaseweg 204                           | 51° 32' 33" NB, 4° 44' 36" OL | 10350  | Meer afbeeldingen |
| Laurentiuskerk | Kerk en kerkonderdeel     |                                                             |                                                       | Duivelsbruglaan 1                        | 51° 34' 1" NB, 4° 47' 6" OL   | 10355  | Meer afbeeldingen |
| Kosterswoning en consistorie van de herv | Kerkelijke dienstwoning   |                                                             |                                                       | Duivelsbruglaan 3                        | 51° 34' 1" NB, 4° 47' 5" OL   | 10356  | Meer afbeeldingen |
| Hardstenen gedenkteken ter ere van de in 1832 in de Antwerpse Citadel gesneuvelde Nederlandse Militairen | Gedenkteken               |                                                             |                                                       | Duivelsbruglaan bij 1                    | 51° 34' 1" NB, 4° 47' 7" OL   | 10357  | Meer afbeeldingen |
| Groot herenhuis met gepleisterde lijstgevel | Woonhuis                  |                                                             |                                                       | Franklin Rooseveltlaan 4                 | 51° 34' 24" NB, 4° 47' 3" OL  | 10358  | Meer afbeeldingen |
| Herenhuis met dwars zadeldak en lijstgevel, ingang met versierd bovenlicht, hoofdgestel met guirlande en voluutvormige consoles | Woonhuis                  | eerste helft 19e eeuw                                       |                                                       | Ginnekenmarkt 9                          | 51° 34' 2" NB, 4° 47' 7" OL   | 10359  | Meer afbeeldingen |
| Herenhuis onder zadeldak en met gepleisterde en van stucversiering voorziene lijstgevel | Werk-woonhuis             |                                                             |                                                       | Ginnekenmarkt 10                         | 51° 34' 2" NB, 4° 47' 7" OL   | 10360  | Meer afbeeldingen |
| Eenvoudig pand met zadeldak en lijstgevel | Woonhuis                  |                                                             |                                                       | Ginnekenmarkt 12                         | 51° 34' 2" NB, 4° 47' 7" OL   | 10361  | Meer afbeeldingen |
| Laag dorpshuis in gele baksteen met zadeldak mede van belang door situatie naast kerk | Woonhuis                  |                                                             |                                                       | Ginnekenmarkt 13                         | 51° 34' 2" NB, 4° 47' 8" OL   | 10362  | Meer afbeeldingen |
| Herenhuis, later met een verdieping verhoogd | Woonhuis                  | eerste helft 19e eeuw                                       |                                                       | Ginnekenmarkt 14                         | 51° 34' 2" NB, 4° 47' 8" OL   | 10363  | Meer afbeeldingen |
| Huis met schilddak en gepleisterde lijstgevel, kroonlijst op klossen | Woonhuis                  |                                                             |                                                       | Ginnekenmarkt 15                         | 51° 34' 2" NB, 4° 47' 9" OL   | 10364  | Meer afbeeldingen |
| Hardstenen pomp | Straatmeubilair           | 1790                                                        |                                                       | Ginnekenmarkt bij 14                     | 51° 34' 3" NB, 4° 47' 8" OL   | 10365  | Meer afbeeldingen |
| Groot herenhuis met gepleisterde lijstgevel | Woonhuis                  |                                                             |                                                       | Ginnekenweg 291                          | 51° 34' 11" NB, 4° 47' 4" OL  | 10366  | Meer afbeeldingen |
| Groot herenhuis met gepleisterde lijstgevel | Woonhuis                  |                                                             |                                                       | Ginnekenweg 301                          | 51° 34' 11" NB, 4° 47' 4" OL  | 10367  | Groot herenhuis met gepleisterde lijstgevel |
| Groot herenhuis met gepleisterde lijstgevel | Woonhuis                  |                                                             |                                                       | Ginnekenweg 303                          | 51° 34' 10" NB, 4° 47' 4" OL  | 10368  | Groot herenhuis met gepleisterde lijstgevel |
| Voormalig raadhuis | Overheidsgebouw           |                                                             |                                                       | Raadhuisstraat 6                         | 51° 34' 2" NB, 4° 47' 10" OL  | 10369  | Meer afbeeldingen |
| Landhuis met hoog leiendak, fronton op de middentravee, dakruiter, geblokt grijsgepleisterde gevel | Bedrijfs-,fabriekswoning  |                                                             |                                                       | Ulvenhoutselaan 2                        | 51° 33' 56" NB, 4° 47' 17" OL | 10370  | Meer afbeeldingen |
| Huis met witgepleisterde lijstgevel, groene vensterluiken en ingang met kroonlijst op voluutvormige consoles | Woonhuis                  |                                                             |                                                       | Ulvenhoutselaan 15                       | 51° 33' 59" NB, 4° 47' 17" OL | 10371  | Meer afbeeldingen |
| Dorpswoning onder een dwars zadeldak | Woonhuis                  |                                                             |                                                       | Ulvenhoutselaan 69                       | 51° 33' 44" NB, 4° 47' 27" OL | 10372  | Meer afbeeldingen |
| Dorpswoning onder een dwars zadeldak | Woonhuis                  |                                                             |                                                       | Ulvenhoutselaan 71                       | 51° 33' 44" NB, 4° 47' 28" OL | 10373  | Dorpswoning onder een dwars zadeldak |
| St. Annakapel | Kapel                     |                                                             |                                                       | Heusdenhoutseweg 34                      | 51° 35' 24" NB, 4° 49' 12" OL | 10375  | Meer afbeeldingen |
| Onlangs witgepleisterde dorpshuis met schilddak | Woonhuis                  |                                                             |                                                       | Kapelstraat 19                           | 51° 35' 20" NB, 4° 48' 53" OL | 10376  | Upload foto |
| Vrederust | Woonhuis                  |                                                             |                                                       | Overakkerstraat 90                       | 51° 34' 12" NB, 4° 47' 49" OL | 10377  | Meer afbeeldingen |
| Johanneskerk | Kerk en kerkonderdeel     | 1819                                                        | N. Plomp                                              | Dreef 5                                  | 51° 34' 37" NB, 4° 44' 24" OL | 10382  | Meer afbeeldingen |
| Breed laat-18e-eeuws pand, hoog zadeldak, deur met zij- en bovenlichten | Kerkelijke dienstwoning   |                                                             |                                                       | Dreef 7                                  | 51° 34' 37" NB, 4° 44' 25" OL | 10383  | Meer afbeeldingen |
| Eenvoudig klein huis met schilddak en kroonlijst op consoles | Kerkelijke dienstwoning   |                                                             |                                                       | Dreef 9                                  | 51° 34' 37" NB, 4° 44' 25" OL | 10384  | Meer afbeeldingen |
| Huis, ingang met kroonlijst op voluutvormige consoles | Woonhuis                  |                                                             |                                                       | Dreef 11                                 | 51° 34' 37" NB, 4° 44' 26" OL | 10385  | Meer afbeeldingen |
| Huis met zadeldak, kroonlijst op klossen, ramen met waaierzwikken | Woonhuis                  |                                                             |                                                       | Dreef 13                                 | 51° 34' 37" NB, 4° 44' 26" OL | 10386  | Meer afbeeldingen |
| Voormalig raadhuis van Princenhage | Bestuursgebouw en onderdl |                                                             |                                                       | Haagsemarkt 1                            | 51° 34' 37" NB, 4° 44' 21" OL | 10387  | Meer afbeeldingen |
| Rooms-katholieke kerk: Sint-Martinuskerk | Kerk en kerkonderdeel     |                                                             |                                                       | Haagsemarkt 2                            | 51° 34' 36" NB, 4° 44' 21" OL | 10388  | Meer afbeeldingen |
| Groot pand met schilddaken en gegroefd gepleisterde lijstgevel | Woonhuis                  |                                                             |                                                       | Haagsemarkt 6                            | 51° 34' 37" NB, 4° 44' 20" OL | 10390  | Meer afbeeldingen |
| Huis op de hoek van de markt en de liesboschstraat | Woonhuis                  |                                                             |                                                       | Haagsemarkt 10                           | 51° 34' 38" NB, 4° 44' 19" OL | 10391  | Meer afbeeldingen |
| Monumentaal herenhuis met driezijdige uitbouw, segmentvormig overtoogde vensters met Empire roedenverdeling, kroonlijst op consoles | Woonhuis                  |                                                             |                                                       | Haagsemarkt 11                           | 51° 34' 39" NB, 4° 44' 19" OL | 10392  | Meer afbeeldingen |
| Beneden totaal met moderne etalages verbouwd, waarboven eenvoudige lijstgevel | Werk-woonhuis             |                                                             |                                                       | Haagsemarkt 12                           | 51° 34' 39" NB, 4° 44' 20" OL | 10393  | Meer afbeeldingen |
| Huis met gepleisterde classicistische voorgevel, uitspringende middentravee met jonische zuilen en hoofdgestel boven de deur, houten deur- en vensterkozijnen en een houten kroonlijst op klosse | Woonhuis                  | ca. 1830                                                    |                                                       | Haagsemarkt 23                           | 51° 34' 39" NB, 4° 44' 23" OL | 10394  | Meer afbeeldingen |
| Eenvoudig huis, beneden geheel verbouwd voor winkel, gepleisterde lijstgevel, dwars zadeldak en zijtopgevels met vlechtingen | Woonhuis                  |                                                             |                                                       | Haagsemarkt 29                           | 51° 34' 39" NB, 4° 44' 24" OL | 10395  | Meer afbeeldingen |
| Verbouwd huis met ouder zadeldak | Woonhuis                  |                                                             |                                                       | Haagsemarkt 30                           | 51° 34' 39" NB, 4° 44' 23" OL | 10396  | Meer afbeeldingen |
| Verbouwd huis met gepleisterde lijstgevel en oud zadeldak | Woonhuis                  |                                                             |                                                       | Haagsemarkt 31                           | 51° 34' 38" NB, 4° 44' 23" OL | 10397  | Meer afbeeldingen |
| Pomp | Straatmeubilair           |                                                             |                                                       | Haagsemarkt bij 1                        | 51° 34' 38" NB, 4° 44' 22" OL | 10398  | Meer afbeeldingen |
| Groot huis (midden 19e eeuw) met witgepleisterde lijstgevel | Woonhuis                  |                                                             |                                                       | Haagweg 389                              | 51° 34' 41" NB, 4° 44' 32" OL | 10399  | Meer afbeeldingen |
| Boerderij van het brabantse langgeveltype | Boerderij                 |                                                             |                                                       | Heilaarstraat 235                        | 51° 35' 12" NB, 4° 44' 9" OL  | 10400  | Meer afbeeldingen |
| Theekoepel aan de leursebaan | Straatmeubilair           |                                                             |                                                       | Zanddreef bij 4                          | 51° 35' 12" NB, 4° 41' 40" OL | 10401  | Meer afbeeldingen |
| Boerderij van het Brabantse langgeveltype op de hoek van de beeksebaan | Boerderij                 |                                                             |                                                       | Liesboslaan 32                           | 51° 34' 43" NB, 4° 43' 42" OL | 10402  | Meer afbeeldingen |
| Dorpswoning onder een zadeldak | Woonhuis                  |                                                             |                                                       | Oude Liesboslaan 249                     | 51° 34' 37" NB, 4° 42' 18" OL | 10403  | Meer afbeeldingen |
| Dorpswoning onder een zadeldak | Woonhuis                  |                                                             |                                                       | Oude Liesboslaan 251                     | 51° 34' 36" NB, 4° 42' 18" OL | 10404  | Dorpswoning onder een zadeldak |
| Dorpswoning onder een zadeldak met de nrs | Woonhuis                  |                                                             |                                                       | Oude Liesboslaan 253                     | 51° 34' 36" NB, 4° 42' 18" OL | 10405  | Dorpswoning onder een zadeldak met de nrs |
| Eenvoudig dorpshuis met dwars zadeldak | Woonhuis                  |                                                             |                                                       | Liesbosstraat 1                          | 51° 34' 38" NB, 4° 44' 18" OL | 10406  | Meer afbeeldingen |
| Nauw verbonden met haagse markt 9, 10 | Woonhuis                  |                                                             |                                                       | Liesbosstraat 1A                         | 51° 34' 38" NB, 4° 44' 19" OL | 10407  | Nauw verbonden met haagse markt 9, 10 |
| Eenvoudig dorpshuis met dwars zadeldak, twee haaks daarop staande achtergebouwen met topgevels en zadeldaken | Woonhuis                  |                                                             |                                                       | Liesbosstraat 5                          | 51° 34' 38" NB, 4° 44' 17" OL | 10408  | Eenvoudig dorpshuis met dwars zadeldak, twee haaks daarop staande achtergebouwen met topgevels en zadeldaken                                                               |
| Eenvoudig dorpshuis met zadeldak en topgevel, verbonden met het dwarse zadeldak van nr | Woonhuis                  |                                                             |                                                       | Liesbosstraat 7                          | 51° 34' 38" NB, 4° 44' 17" OL | 10409  | Eenvoudig dorpshuis met zadeldak en topgevel, verbonden met het dwarse zadeldak van nr                                                                                     |
| Eenvoudig dorpshuis met dwars zadeldak en zijtopgevels met vlechtingen | Woonhuis                  |                                                             |                                                       | Liesbosstraat 11                         | 51° 34' 38" NB, 4° 44' 16" OL | 10410  | Meer afbeeldingen |
| Eenvoudige huizen met schilddak en zadeldak, mede interessant door situatie op hoek liesboschstraat en dwars op liesboschstraat en dwars op liesboschlaan | Woonhuis                  |                                                             |                                                       | Liesbosstraat 13                         | 51° 34' 38" NB, 4° 44' 15" OL | 10411  | Meer afbeeldingen |
| Huis met zadeldak en zijtopgevels met vlechtingen, ingang met kroonlijst op voluutvormige consoles | Woonhuis                  |                                                             |                                                       | Liesbosstraat 30                         | 51° 34' 39" NB, 4° 44' 12" OL | 10412  | Meer afbeeldingen |
| Boerderij van het brabantse langgeveltype, witgeschilderd met pannendak | Boerderij                 |                                                             |                                                       | Liesbosstraat 45                         | 51° 34' 39" NB, 4° 44' 8" OL  | 10413  | Meer afbeeldingen |
| Huis Hazard | Woonhuis                  |                                                             |                                                       | Rithsestraat 146                         | 51° 33' 57" NB, 4° 43' 20" OL | 10414  | Huis Hazard |
| Boerderij van het brabantse langgeveltype met bakhuis | Boerderij                 |                                                             |                                                       | Rithsestraat 285                         | 51° 33' 38" NB, 4° 42' 20" OL | 10415  | Meer afbeeldingen |
| Boerderij van het brabantse langgeveltype met schuur van het Vlaamse type | Boerderij                 |                                                             |                                                       | Rithsestraat 306                         | 51° 33' 44" NB, 4° 42' 16" OL | 10416  | Meer afbeeldingen |
| Boerderij van het brabantse langgeveltype | Boerderij                 | 1845 (sluitsteen in poortboog)                              |                                                       | Mastbosstraat 157                        | 51° 34' 10" NB, 4° 44' 36" OL | 10417  | Boerderij van het brabantse langgeveltype |
| Lindenborg | Kasteel, buitenplaats     |                                                             |                                                       | Sprundelsebaan 47                        | 51° 34' 33" NB, 4° 43' 31" OL | 10418  | Meer afbeeldingen |
| Boerderij van het brabantse langgeveltype met schuur van het Vlaamse type en bakhuis | Boerderij                 |                                                             |                                                       | Sprundelsebaan 60                        | 51° 34' 33" NB, 4° 43' 23" OL | 10419  | Meer afbeeldingen |
| Boerderij van het brabantse langgeveltype met twee schuren van het Vlaamse type | Boerderij                 |                                                             |                                                       | Sprundelsebaan 75                        | 51° 34' 20" NB, 4° 43' 19" OL | 10420  | Meer afbeeldingen |
| Boerderij van het brabantse langgeveltype met schuur van het Vlaamse type | Boerderij                 |                                                             |                                                       | Sprundelsebaan 110                       | 51° 34' 11" NB, 4° 42' 36" OL | 10421  | Meer afbeeldingen |
| Boerderij van het brabantse langgeveltype met schuur van het Vlaamse type waarop rieten dak met pannenvoet | Boerderij                 |                                                             |                                                       | Sprundelsebaan 119                       | 51° 34' 10" NB, 4° 42' 42" OL | 10422  | Meer afbeeldingen |
| Boerderij van het brabantse langgeveltype | Boerderij                 | 1852 (ankers)                                               |                                                       | Vaareindseweg 14                         | 51° 35' 15" NB, 4° 43' 8" OL  | 10423  | Meer afbeeldingen |
| Monumentale boerderij, geheel van gele baksteen | Boerderij                 |                                                             |                                                       | Westrikseweg 26                          | 51° 35' 26" NB, 4° 43' 15" OL | 10424  | Meer afbeeldingen |
| Vlaamse schuur, afgedekt door een rieten dak | Boerderij                 |                                                             |                                                       | Zanddreef 4                              | 51° 35' 14" NB, 4° 41' 40" OL | 10425  | Vlaamse schuur, afgedekt door een rieten dak |
| IJzerhek | Boerderij                 |                                                             |                                                       | Achter Emer 17                           | 51° 37' 14" NB, 4° 45' 35" OL | 10427  | Meer afbeeldingen |
| Kapel | Kapel                     | 1500-1600                                                   |                                                       | Moerenpad bij 12                         | 51° 36' 12" NB, 4° 44' 35" OL | 10432  | Meer afbeeldingen |
| Boerderij van het brabantse langgeveltype | Boerderij                 | 1821 (inscriptie)                                           |                                                       | Galderseweg 75                           | 51° 32' 47" NB, 4° 46' 54" OL | 10433  | Upload foto |
| Boerderij van het brabantse langgeveltype met schuur van het Vlaamse type en bakhuis | Boerderij                 |                                                             |                                                       | Galderseweg 79                           | 51° 32' 44" NB, 4° 47' 1" OL  | 10434  | Meer afbeeldingen |
| Boerderij van het brabantse langgeveltype | Boerderij                 | 1851 (jaarankers)                                           |                                                       | Reeptiend 50                             | 51° 33' 3" NB, 4° 47' 8" OL   | 10436  | Meer afbeeldingen |
| Boerderij van het Kempische langgeveltype met bakhuis en twee schuren | Boerderij                 |                                                             |                                                       | Dorpstraat 2                             | 51° 33' 15" NB, 4° 47' 39" OL | 30508  | Boerderij van het Kempische langgeveltype met bakhuis en twee schuren |
| Natuurstenen hekpalen met renaissance-ornament | Erfscheiding              |                                                             |                                                       | Dorpstraat 40                            | 51° 33' 7" NB, 4° 47' 49" OL  | 30509  | Natuurstenen hekpalen met renaissance-ornament |
| Boerderij van het Kempische langgeveltype, met drie schuren en een bakhuis | Boerderij                 |                                                             |                                                       | Dorpstraat 92                            | 51° 32' 56" NB, 4° 47' 50" OL | 30510  | Boerderij van het Kempische langgeveltype, met drie schuren en een bakhuis                                                                                                 |
| De Korenbloem | Industrie- en poldermolen | 1909                                                        |                                                       | Molenstraat 23                           | 51° 32' 45" NB, 4° 47' 53" OL | 30511  | Meer afbeeldingen |
| Dwarshuis met empire boogramen | Woonhuis                  |                                                             |                                                       | Dorpstraat 49                            | 51° 33' 7" NB, 4° 47' 50" OL  | 30512  | Dwarshuis met empire boogramen |
| Boerderij van het Kempische langgeveltype, met topgevel waarin venster met boogveld | Boerderij                 |                                                             |                                                       | Strijbeekseweg 12                        | 51° 32' 23" NB, 4° 47' 29" OL | 30513  | Meer afbeeldingen |
| Boerderij van het Kempische langgeveltype, met bakhuis en schuur | Boerderij                 |                                                             |                                                       | Strijbeekseweg 18                        | 51° 32' 18" NB, 4° 47' 20" OL | 30514  | Upload foto |
| Boerderij van het Kempische langgeveltype, met halve kruiskozijnen en rieten wolfdak | Boerderij                 |                                                             |                                                       | Strijbeekseweg 23                        | 51° 32' 11" NB, 4° 47' 28" OL | 30515  | Upload foto |
| Vrijstaand, in baksteen opgetrokken, witgepleisterd, rechtafgesloten, vlakgedekt blok van twee woonhuizen | Woonhuis                  |                                                             | F. Mol                                                | Generaal van der Plaatstraat 1           | 51° 34' 49" NB, 4° 46' 27" OL | 332584 | Vrijstaand, in baksteen opgetrokken, witgepleisterd, rechtafgesloten, vlakgedekt blok van twee woonhuizen                                                                  |
| Vrijstaand, in baksteen opgetrokken, witgepleisterd, rechtafgesloten, vlakgedekt blok van twee woonhuizen | Woonhuis                  |                                                             | F. Mol                                                | Generaal van der Plaatstraat 5           | 51° 34' 48" NB, 4° 46' 27" OL | 332597 | Vrijstaand, in baksteen opgetrokken, witgepleisterd, rechtafgesloten, vlakgedekt blok van twee woonhuizen                                                                  |
| Vrijstaand, in baksteen opgetrokken, gepleisterd, uit in hoogte en omvang verschillende, kubische bouwvolumen samengesteld, vlakgedekt woonhuis | Woonhuis                  | 1934                                                        | F. Mol                                                | Generaal van der Plaatstraat 9           | 51° 34' 48" NB, 4° 46' 26" OL | 333023 | Vrijstaand, in baksteen opgetrokken, gepleisterd, uit in hoogte en omvang verschillende, kubische bouwvolumen samengesteld, vlakgedekt woonhuis                            |
| Wagenschuur onder dwars rieten schilddak | Boerderij                 |                                                             |                                                       | Strijbeekseweg 12                        | 51° 32' 23" NB, 4° 47' 29" OL | 333571 | Meer afbeeldingen |
| Spinolan-schans, samenstel van vier bastions | Fort, vesting en -onderdl |                                                             |                                                       | Nieuwe Bredase Baan bij 1                | 51° 38' 46" NB, 4° 44' 34" OL | 35000  | Meer afbeeldingen |
| Terrein waarin de aanleg en overblijfselen van een kasteel | Archeologisch monument    |                                                             |                                                       |                                          | 51° 36' 45" NB, 4° 43' 49" OL | 45278  | Upload foto |
| Molen Princenhage | Industrie- en poldermolen | 1899                                                        |                                                       | Liesboslaan 35                           | 51° 34' 40" NB, 4° 43' 55" OL | 462000 | Meer afbeeldingen |
| Lunet B | Waarnemingspost           |                                                             |                                                       | Tramsingel bij 71                        | 51° 35' 26" NB, 4° 45' 47" OL | 46552  | Meer afbeeldingen |
| Vrijstaand, in baksteen opgetrokken, witgepleisterd, vlakgedekt woonhuis met verdieping | Woonhuis                  | 1931-1932                                                   | G.Th.Rietveld                                         | Montenspark 8                            | 51° 33' 59" NB, 4° 46' 4" OL  | 46553  | Meer afbeeldingen |
| In baksteen opgetrokken, witgepleisterd, vrijstaande, vlak gedekt woonhuis | Woonhuis                  | 1932                                                        | G.Th.Rietveld                                         | Montenspark 6                            | 51° 34' 1" NB, 4° 46' 4" OL   | 46554  | In baksteen opgetrokken, witgepleisterd, vrijstaande, vlak gedekt woonhuis                                                                                                 |
| Boerderij, hoofdgebouw van de hoeve Grote Muizenberg, | Boerderij                 | 1803                                                        |                                                       | Bredestraat 6                            | 51° 37' 1" NB, 4° 43' 4" OL   | 506132 | Meer afbeeldingen |
| Koetshuis gelegen achter het woonhuis | Onderdeel woningen e.d.   | 1800-1850                                                   |                                                       | Ulvenhoutselaan 15                       | 51° 33' 59" NB, 4° 47' 17" OL | 507528 | Upload foto |
| Huis Wolfslaar | Kasteel, buitenplaats     | 1862                                                        |                                                       | Wolfslaardreef 102                       | 51° 33' 38" NB, 4° 48' 18" OL | 514793 | Huis Wolfslaar |
| Huis Wolfslaar: historische parkaanleg | Tuin, park en plantsoen   |                                                             |                                                       | Wolfslaardreef bij 102                   | 51° 33' 38" NB, 4° 48' 18" OL | 514794 | Huis Wolfslaar: historische parkaanleg |
| Huis Wolfslaar: koetshuis | Bijgebouwen kastelen enz. | 1862                                                        |                                                       | Wolfslaardreef bij 102                   | 51° 33' 38" NB, 4° 48' 18" OL | 514795 | Huis Wolfslaar: koetshuis |
| Huis Wolfslaar: moestuin | Tuin, park en plantsoen   |                                                             |                                                       | Wolfslaardreef bij 102                   | 51° 33' 38" NB, 4° 48' 18" OL | 514796 | Upload foto |
| Huis Wolfslaar: hek bij de hoofdingang van het park | Tuin, park en plantsoen   | 1880                                                        |                                                       | Wolfslaardreef bij 102                   | 51° 33' 38" NB, 4° 48' 18" OL | 514797 | Huis Wolfslaar: hek bij de hoofdingang van het park |
| Huis Wolfslaar: hek bij de achteringang van het park | Tuin, park en plantsoen   | 1880                                                        |                                                       | Wolfslaardreef bij 102                   | 51° 33' 38" NB, 4° 48' 18" OL | 514798 | Huis Wolfslaar: hek bij de achteringang van het park |
| Huis Wolfslaar: natuurstenen voetstuk op het gazon ten zuiden van het huis | Tuin, park en plantsoen   | 1900                                                        |                                                       | Wolfslaardreef bij 102                   | 51° 33' 38" NB, 4° 48' 18" OL | 514799 | Upload foto |
| Huis Wolfslaar: ijskelder | Tuin, park en plantsoen   |                                                             |                                                       | Wolfslaardreef bij 102                   | 51° 33' 38" NB, 4° 48' 18" OL | 514800 | Meer afbeeldingen |
| Vlaamse schuur, ten zuidoosten van de boerderij gelegen | Boerderij                 | 1831                                                        |                                                       | Bredestraat bij 6                        | 51° 37' 1" NB, 4° 43' 4" OL   | 515689 | Upload foto |
| Kleine, tweede schuur bij hoeve Grote Muizenberg | Boerderij                 | 1775-1825                                                   |                                                       | Bredestraat bij 6                        | 51° 37' 1" NB, 4° 43' 4" OL   | 515690 | Upload foto |
| Voormalige klooster van de zusters Franciscanessen Penitenten Recollectinen | Klooster, kloosteronderdl | 1904-1905                                                   |                                                       | Nieuwstraat 27                           | 51° 35' 14" NB, 4° 46' 24" OL | 518932 | Meer afbeeldingen |
| Voormalige kloosterkapel | Klooster, kloosteronderdl | 1904-1905                                                   | J. Lijdsman                                           | Nieuwstraat 27                           | 51° 35' 13" NB, 4° 46' 25" OL | 518933 | Voormalige kloosterkapel |
| U-vormige uitbreiding stadhuis | Bestuursgebouw en onderdl | 1924-1926                                                   |                                                       | Stadserf 1                               | 51° 35' 19" NB, 4° 46' 36" OL | 518935 | Meer afbeeldingen |
| Beeld "de Turfschipper" | Gedenkteken               | 1925-1926                                                   | Gra Rueb                                              | Stadserf 1                               | 51° 35' 20" NB, 4° 46' 37" OL | 518936 | Beeld "de Turfschipper" |
| De Drie Hoefijzers: mouthuis | Industrie                 | 1905                                                        |                                                       | Ceresstraat bij 13                       | 51° 35' 43" NB, 4° 47' 17" OL | 518938 | De Drie Hoefijzers: mouthuis |
| Drie Hoefijzers: kantoorgebouw | Handel en kantoor         | 1926-1927                                                   | F.P. Bilsen & Zoon, in samenwerking met AM.J.J. Smits | Ceresstraat 13                           | 51° 35' 43" NB, 4° 47' 17" OL | 518939 | Meer afbeeldingen |
| De Drie Hoefijzers: brouwhuis | Industrie                 | 1927-1930                                                   |                                                       | Ceresstraat bij 13                       | 51° 35' 43" NB, 4° 47' 17" OL | 518940 | Meer afbeeldingen |
| Hekwerk als erfafscheiding aan de straat | Erfscheiding              | 1880                                                        |                                                       | Meerten Verhoffstraat bij 5              | 51° 35' 37" NB, 4° 46' 51" OL | 518942 | Hekwerk als erfafscheiding aan de straat |
| Woonhuis in chaletstijl | Woonhuis                  | 1880                                                        |                                                       | Meerten Verhoffstraat 5                  | 51° 35' 37" NB, 4° 46' 50" OL | 518943 | Woonhuis in chaletstijl |
| Sint Joseph | Kerk en kerkonderdeel     | 1850                                                        |                                                       | Waterstraat 5                            | 51° 35' 12" NB, 4° 46' 30" OL | 518945 | Sint Joseph |
| Sint Joseph | Kerkelijke dienstwoning   | 1850                                                        |                                                       | Waterstraat 5                            | 51° 35' 12" NB, 4° 46' 30" OL | 518946 | Meer afbeeldingen |
| Chassékazerne | Handel en kantoor         | 1897-1899                                                   |                                                       | Parade 12                                | 51° 35' 3" NB, 4° 46' 47" OL  | 518948 | Meer afbeeldingen |
| Trianon | Woonhuis                  | 1906-1907                                                   |                                                       | Baronielaan 228                          | 51° 34' 13" NB, 4° 46' 35" OL | 518956 | Meer afbeeldingen |
| Trianon: smeedijzeren hekwerk | Erfscheiding              | 1906-1907                                                   |                                                       | Baronielaan 228                          | 51° 34' 13" NB, 4° 46' 33" OL | 518957 | Meer afbeeldingen |
| Herenhuis aan de ginnekenweg staat direct aan de straat | Woonhuis                  | 1864-1865                                                   |                                                       | Ginnekenweg 222                          | 51° 34' 18" NB, 4° 47' 0" OL  | 518959 | Upload foto |
| Koetshuis, behorende bij het herenhuis Ginnekenweg 222, staat iets terug in de rooilijn | Onderdeel woningen e.d.   | 1864-1865                                                   |                                                       | Ginnekenweg bij 222                      | 51° 34' 18" NB, 4° 47' 0" OL  | 518960 | Upload foto |
| Hek voor koetshuis | Erfscheiding              | 1865                                                        |                                                       | Ginnekenweg bij 222                      | 51° 34' 18" NB, 4° 46' 59" OL | 518961 | Upload foto |
| Drietal woonhuizen, voorzien van een achter- en voortuin en symmetrisch van opzet | Woonhuis                  | 1890-1910                                                   |                                                       | Baronielaan 27                           | 51° 34' 39" NB, 4° 46' 38" OL | 518993 | Drietal woonhuizen, voorzien van een achter- en voortuin en symmetrisch van opzet                                                                                          |
| Herenhuis gebouwd in een Eclectische stijl | Woonhuis                  | 1900                                                        |                                                       | Baronielaan 34                           | 51° 34' 38" NB, 4° 46' 36" OL | 518994 | Herenhuis gebouwd in een Eclectische stijl |
| Huize Merula | Woonhuis                  | 1906                                                        |                                                       | Baronielaan 102                          | 51° 34' 29" NB, 4° 46' 34" OL | 518995 | Meer afbeeldingen |
| Warenhuis nu restaurant met bovenwoningen en kantoren | Winkel                    | 1924                                                        |                                                       | Catharinastraat 1                        | 51° 35' 23" NB, 4° 46' 36" OL | 518996 | Meer afbeeldingen |
| Vier herenhuizen in neo-renaissancestijl | Woonhuis                  | 1897                                                        |                                                       | Van Coothplein 16                        | 51° 34' 60" NB, 4° 46' 36" OL | 518997 | Vier herenhuizen in neo-renaissancestijl |
| Leerlooierij | Nijverheid                | 1875                                                        |                                                       | Delpratsingel 8                          | 51° 35' 36" NB, 4° 46' 52" OL | 518998 | Leerlooierij |
| Herenhuis in classicistische stijl | Woonhuis                  | 1863-1864                                                   |                                                       | Dreef 6                                  | 51° 34' 36" NB, 4° 44' 26" OL | 518999 | Meer afbeeldingen |
| Witte Huisjes | Dienstwoning              | 1889-1890                                                   |                                                       | Fellenoordstraat 128                     | 51° 34' 58" NB, 4° 46' 17" OL | 519000 | Meer afbeeldingen |
| De Blauwe kamer | Kasteel, buitenplaats     | 1921                                                        |                                                       | Galderseweg 65                           | 51° 32' 49" NB, 4° 46' 53" OL | 519001 | Upload foto |
| Herenhuis | Horeca                    | 1895                                                        |                                                       | Ginnekenstraat 134                       | 51° 35' 0" NB, 4° 46' 38" OL  | 519002 | Meer afbeeldingen |
| Herenhuis in eclectische stijl | Woonhuis                  | 1863                                                        |                                                       | Ginnekenweg 206                          | 51° 34' 21" NB, 4° 46' 59" OL | 519003 | Upload foto |
| Woonhuis annex café met bovenwoning | Woonhuis                  | 1902-1903                                                   |                                                       | Ginnekenweg 334                          | 51° 34' 5" NB, 4° 47' 2" OL   | 519004 | Woonhuis annex café met bovenwoning |
| Winkel met bovenhuis | Winkel                    | 1908                                                        |                                                       | Haagdijk 71                              | 51° 35' 15" NB, 4° 46' 10" OL | 519005 | Meer afbeeldingen |
| Pastorie | Kerkelijke dienstwoning   | 1904                                                        |                                                       | Haagweg 3                                | 51° 35' 6" NB, 4° 45' 45" OL  | 519006 | Meer afbeeldingen |
| De Haghe | Kasteel, buitenplaats     | 1906                                                        |                                                       | Haagweg 339                              | 51° 34' 43" NB, 4° 44' 44" OL | 519007 | Meer afbeeldingen |
| Meertensheim | Kasteel, buitenplaats     | 1879                                                        |                                                       | Haagweg 356                              | 51° 34' 45" NB, 4° 44' 46" OL | 519008 | Meer afbeeldingen |
| Princeoord | Kasteel, buitenplaats     | 1825-1830                                                   |                                                       | Haagweg 366                              | 51° 34' 45" NB, 4° 44' 43" OL | 519009 | Meer afbeeldingen |
| Haghehoeck | Woonhuis                  | 1926                                                        |                                                       | Haagweg 385                              | 51° 34' 40" NB, 4° 44' 35" OL | 519010 | Meer afbeeldingen |
| St. Franciscus | Klooster, kloosteronderdl | 1917-1958                                                   |                                                       | Dr. Jan Ingen Houszplein 2               | 51° 35' 1" NB, 4° 45' 39" OL  | 519011 | Meer afbeeldingen |
| Warenhuis (Vroom & Dreesmann) | Winkel                    | 1921                                                        |                                                       | Karrestraat 32                           | 51° 35' 14" NB, 4° 46' 32" OL | 519012 | Warenhuis (Vroom & Dreesmann) |
| Koning Willem III | Gedenkteken               | 1921                                                        |                                                       | Op Kasteelplein                          | 51° 35' 23" NB, 4° 46' 34" OL | 519013 | Meer afbeeldingen |
| Rijks Hogere Burgerschool HBS | Onderwijs en wetenschap   | 1867                                                        |                                                       | Kasteelplein 10                          | 51° 35' 26" NB, 4° 46' 33" OL | 519014 | Meer afbeeldingen |
| Salva Viator | Woonhuis                  | 1932                                                        |                                                       | Burgemeester Kerstenslaan 8              | 51° 33' 58" NB, 4° 46' 26" OL | 519016 | Salva Viator |
| Zonnehof nu: Carmel's White House | Woonhuis                  | 1900-1901                                                   |                                                       | Burgemeester Kerstenslaan 16             | 51° 33' 56" NB, 4° 46' 22" OL | 519017 | Meer afbeeldingen |
| Pastoor van Arskerk | Kerk en kerkonderdeel     | 1929                                                        |                                                       | Liesboslaan 293                          | 51° 34' 25" NB, 4° 41' 48" OL | 519018 | Meer afbeeldingen |
| De Blokhut | Woonhuis                  | 1908                                                        |                                                       | Burgemeester de Manlaan 6                | 51° 33' 53" NB, 4° 46' 9" OL  | 519019 | Meer afbeeldingen |
| Drie herenhuizen | Woonhuis                  | 1885                                                        |                                                       | Mauritsstraat 11-13-15                   | 51° 35' 34" NB, 4° 47' 3" OL  | 519020 | Meer afbeeldingen |
| Woonhuizen | Woonhuis                  | 1886-1888                                                   |                                                       | Mauritsstraat 24-26                      | 51° 35' 34" NB, 4° 47' 6" OL  | 519021 | Meer afbeeldingen |
| Op de hoek van de Mauritsstraat en de mauritssingel staat een tweetal woonhuizen | Woonhuis                  | 1887-1890                                                   |                                                       | Mauritsstraat 32-34                      | 51° 35' 35" NB, 4° 47' 6" OL  | 519022 | Meer afbeeldingen |
| Passage Zuidpoort | Winkel                    | 1934-1939                                                   |                                                       | Nieuwe Ginnekenstraat 15                 | 51° 34' 57" NB, 4° 46' 40" OL | 519023 | Meer afbeeldingen |
| Herenhuis in art-nouveaustijl uitgevoerd | Woonhuis                  | 1902                                                        |                                                       | Prinsenkade 2                            | 51° 35' 19" NB, 4° 46' 16" OL | 519024 | Meer afbeeldingen |
| Dubbel woonhuishuis in eclectische stijl staande op nummer 3 en 4 | Woonhuis                  | 1877-1878                                                   |                                                       | Seeligsingel 3-4                         | 51° 35' 35" NB, 4° 47' 2" OL  | 519025 | Meer afbeeldingen |
| Woonhuis in eclectische stijl | Woonhuis                  | 1877-1878                                                   |                                                       | Seeligsingel 5                           | 51° 35' 35" NB, 4° 47' 2" OL  | 519026 | Woonhuis in eclectische stijl |
| Woonhuis in Eclectische stijl | Woonhuis                  | 1880                                                        |                                                       | Seeligsingel 6                           | 51° 35' 35" NB, 4° 47' 1" OL  | 519027 | Woonhuis in Eclectische stijl |
| Wilhelmina Fontein | Straatmeubilair           | 1898                                                        |                                                       | Sophiastraat                             | 51° 35' 31" NB, 4° 47' 3" OL  | 519028 | Meer afbeeldingen |
| De Driesprong | Nijverheid                | 1934                                                        |                                                       | Teteringsedijk 236                       | 51° 35' 41" NB, 4° 48' 26" OL | 519029 | De Driesprong |
| De Leuvenaar | Industrie                 | 1829-1925                                                   |                                                       | Achterom 2a                              | 51° 35' 15" NB, 4° 46' 16" OL | 519030 | De Leuvenaar |
| Winkel met bovenhuis | Winkel                    | 1888                                                        |                                                       | Tolbrugstraat 17                         | 51° 35' 17" NB, 4° 46' 18" OL | 519031 | Winkel met bovenhuis |
| Bustelberg | Woonhuis                  | 1913                                                        |                                                       | Ulvenhoutselaan 67                       | 51° 33' 45" NB, 4° 47' 27" OL | 519032 | Meer afbeeldingen |
| Voormalige elektriciteitscentrale annex drinkwaterleidingbedrijf met daarin dienstwoning, kantoor, werkplaats en bergplaats, nu drie woningen met werkplaats en bergplaats | Nutsbedrijf               | 1904                                                        |                                                       | Ulvenhoutselaan 85                       | 51° 33' 39" NB, 4° 47' 35" OL | 519033 | Voormalige elektriciteitscentrale annex drinkwaterleidingbedrijf met daarin dienstwoning, kantoor, werkplaats en bergplaats, nu drie woningen met werkplaats en bergplaats |
| Baroniemonument | Gedenkteken               | 1905                                                        |                                                       | Valkenberg                               | 51° 35' 33" NB, 4° 46' 47" OL | 519034 | Meer afbeeldingen |
| Sunny Cottage | Woonhuis                  | 1937-1938                                                   |                                                       | Wilhelminapark 1                         | 51° 34' 48" NB, 4° 46' 46" OL | 519036 | Meer afbeeldingen |
| Herenhuis, gebouwd omstreeks 1880 in een eclectische stijl | Woonhuis                  | 1880                                                        |                                                       | Willemstraat 8                           | 51° 35' 36" NB, 4° 46' 48" OL | 519037 | Herenhuis, gebouwd omstreeks 1880 in een eclectische stijl |
| Grand Theater | Welzijn, kunst en cultuur | 1919                                                        |                                                       | Van Coothplein 17b                       | 51° 34' 58" NB, 4° 46' 41" OL | 519038 | Meer afbeeldingen |
| Hirdesbrug | Brug                      | 1905                                                        |                                                       | Hirdesbrug                               | 51° 34' 50" NB, 4° 46' 28" OL | 519040 | Meer afbeeldingen |
| Watertoren | Nutsbedrijf               | 1934-1935                                                   | P.A.H. Hornix en J.H.J. op den Oordt                  | Speelhuislaan 158                        | 51° 36' 3" NB, 4° 46' 10" OL  | 519041 | Meer afbeeldingen |
| Woonhuis gebouwd voor maria wagemakers | Woonhuis                  | 1875                                                        |                                                       | Dorpstraat 52                            | 51° 33' 4" NB, 4° 47' 50" OL  | 519042 | Meer afbeeldingen |
| Woonhuis | Woonhuis                  | 1905                                                        |                                                       | Dorpstraat 113                           | 51° 32' 55" NB, 4° 47' 55" OL | 519044 | Woonhuis |
| Mon Plaisir | Woonhuis                  | 1909                                                        |                                                       | Ulvenhoutselaan 12                       | 51° 33' 48" NB, 4° 47' 20" OL | 519050 | Meer afbeeldingen |
| Blok van acht woningen | Woonhuis                  | 1892                                                        |                                                       | Chassesingel 33-40                       | 51° 34' 56" NB, 4° 46' 49" OL | 519051 | Meer afbeeldingen |
| Plaquette waarop in medaillon het borstbeeld van generaal-majoor Isaac Paul Delprat (1793-1880) | Gedenkteken               | 1899                                                        |                                                       | Delpratsingel 1                          | 51° 35' 35" NB, 4° 46' 48" OL | 519052 | Plaquette waarop in medaillon het borstbeeld van generaal-majoor Isaac Paul Delprat (1793-1880)                                                                            |
| Plaquette waarop in medaillon het borstbeeld van generaal-majoor Hendrik Gerard Seelig (1785-1864) | Gedenkteken               | 1899                                                        |                                                       | Seeligsingel 1                           | 51° 35' 35" NB, 4° 47' 4" OL  | 519053 | Meer afbeeldingen |
| Heilig Hartbeeld | Gedenkteken               | 1926                                                        |                                                       | Ginnekenweg bij 333                      | 51° 34' 6" NB, 4° 47' 5" OL   | 519055 | Meer afbeeldingen |
| Villa Wilhelmina | Woonhuis                  | 1898                                                        |                                                       | Haagweg 189                              | 51° 34' 51" NB, 4° 45' 21" OL | 519057 | Upload foto |
| Winkelhuis in eclectische stijl | Werk-woonhuis             | 1890                                                        |                                                       | Haagweg 429                              | 51° 34' 40" NB, 4° 44' 26" OL | 519058 | Winkelhuis in eclectische stijl |
| Het voormalige administratiekantoor van de Chassékazerne | Handel en kantoor         | 1888-1889                                                   |                                                       | Kloosterlaan 138                         | 51° 35' 18" NB, 4° 46' 60" OL | 519059 | Upload foto |
| Woonhuis met Neo-Renaissance elementen | Woonhuis                  | 1885                                                        |                                                       | Wilhelminasingel 3                       | 51° 34' 50" NB, 4° 46' 43" OL | 519062 | Meer afbeeldingen |
| Dubbel woonhuis in eclectische stijl | Woonhuis                  | 1880-1881                                                   |                                                       | Seeligsingel 12-13                       | 51° 35' 34" NB, 4° 46' 58" OL | 519063 | Dubbel woonhuis in eclectische stijl |
| De Koepel gevangenis: kerkgebouw | Kerk en kerkonderdeel     | 1885                                                        |                                                       | Nassausingel 26                          | 51° 35' 25" NB, 4° 47' 17" OL | 519109 | Upload foto |
| De Koepel gevangenis: dienstwoning | Dienstwoning              | 1883                                                        |                                                       | Nassaustraat 4                           | 51° 35' 29" NB, 4° 47' 11" OL | 519110 | De Koepel gevangenis: dienstwoning |
| De Koepel gevangenis, poort | Gerechtsgebouw            | 1890                                                        |                                                       | Nassausingel 26                          | 51° 35' 25" NB, 4° 47' 17" OL | 519111 | Meer afbeeldingen |
| Sint-Laurentiuskerk | Kerk en kerkonderdeel     | 1903                                                        |                                                       | Dorpstraat 42                            | 51° 33' 8" NB, 4° 47' 48" OL  | 519116 | Meer afbeeldingen |
| Pastorie van de Sint-Laurentiuskerk | Kerkelijke dienstwoning   | 1903                                                        |                                                       | Dorpstraat 40                            | 51° 33' 7" NB, 4° 47' 48" OL  | 519117 | Meer afbeeldingen |
| Boerderij van het kortgeveltype, in 1858 gebouwd op het landgoed Wolfslaar in een mengeling van Traditioneel-Ambachtelijke vormen en elementen van de Chaletstijl | Boerderij                 | 1858                                                        |                                                       | Klein Wolfslaar 13                       | 51° 33' 38" NB, 4° 48' 51" OL | 519119 | Boerderij van het kortgeveltype, in 1858 gebouwd op het landgoed Wolfslaar in een mengeling van Traditioneel-Ambachtelijke vormen en elementen van de Chaletstijl          |
| Klein IJpelaar: boerderij | Boerderij                 | 1886                                                        |                                                       | Seminarieweg 30                          | 51° 34' 42" NB, 4° 48' 55" OL | 519125 | Upload foto |
| Klein IJpelaar: bakhuis | Boerderij                 | 1886                                                        |                                                       | Seminarieweg 30                          | 51° 34' 42" NB, 4° 48' 55" OL | 519126 | Upload foto |
| Gesticht Pius, hoofdgebouw met een mengeling van neobarokke en neoclassicistische stijlvormen | Gezondheidszorg           | 1871                                                        |                                                       | Ginnekenweg 335                          | 51° 34' 5" NB, 4° 47' 4" OL   | 519128 | Gesticht Pius, hoofdgebouw met een mengeling van neobarokke en neoclassicistische stijlvormen                                                                              |
| Gesticht Pius, eenbeukige kapel, gebouwd omstreeks 1900 | Klooster, kloosteronderdl | 1900                                                        |                                                       | Ginnekenweg 335                          | 51° 34' 6" NB, 4° 47' 6" OL   | 519129 | Meer afbeeldingen |
| Heyacker | Gerechtsgebouw            | 1904-1905                                                   |                                                       | Galderseweg 5                            | 51° 33' 20" NB, 4° 46' 54" OL | 519131 | Upload foto |
| Heyacker | Dienstwoning              | 1904-1905                                                   |                                                       | Galderseweg 5                            | 51° 33' 20" NB, 4° 46' 54" OL | 519132 | Upload foto |
| Heilig Hartkerk | Kerk en kerkonderdeel     | 1900                                                        |                                                       | Baronielaan 22                           | 51° 34' 40" NB, 4° 46' 35" OL | 519134 | Meer afbeeldingen |
| Pastorie | Kerkelijke dienstwoning   | 1900-1901                                                   |                                                       | Baronielaan 24                           | 51° 34' 40" NB, 4° 46' 35" OL | 519135 | Pastorie |
| De Hartel | Woonhuis                  | 1921-1922                                                   |                                                       | Hartelweg 12                             | 51° 37' 37" NB, 4° 46' 32" OL | 519484 | Upload foto |
| De Koepel gevangenis: dienstwoning | Dienstwoning              | 1883                                                        |                                                       | Nassausingel 27                          | 51° 35' 23" NB, 4° 47' 16" OL | 526077 | De Koepel gevangenis: dienstwoning |
| De Koepel gevangenis: dienstwoning | Dienstwoning              | 1883                                                        |                                                       | Nassausingel 25                          | 51° 35' 26" NB, 4° 47' 18" OL | 526078 | De Koepel gevangenis: dienstwoning |
| De Koepel gevangenis: dienstwoning | Dienstwoning              | 1883                                                        |                                                       | Nassaustraat 6                           | 51° 35' 29" NB, 4° 47' 12" OL | 526079 | De Koepel gevangenis: dienstwoning |
| De Koepel gevangenis: dienstwoning | Dienstwoning              | 1883                                                        |                                                       | Nassaustraat 8                           | 51° 35' 28" NB, 4° 47' 13" OL | 526080 | Meer afbeeldingen |
| De Koepel gevangenis: dienstwoning | Dienstwoning              | 1883                                                        |                                                       | Nassaustraat 10                          | 51° 35' 28" NB, 4° 47' 15" OL | 526081 | De Koepel gevangenis: dienstwoning |
| De Koepel gevangenis: dienstwoning | Dienstwoning              | 1883                                                        |                                                       | Nassaustraat 12                          | 51° 35' 28" NB, 4° 47' 16" OL | 526082 | De Koepel gevangenis: dienstwoning |
| De Koepel gevangenis: dienstwoning | Dienstwoning              | 1883                                                        |                                                       | Nassaustraat 14                          | 51° 35' 27" NB, 4° 47' 18" OL | 526083 | De Koepel gevangenis: dienstwoning |
| De Koepel gevangenis: gerechtshof | Gerechtsgebouw            | 1890-1892                                                   |                                                       | Nassaustraat 2                           | 51° 35' 28" NB, 4° 47' 6" OL  | 526084 | Meer afbeeldingen |
| De Koepel gevangenis: huis van bewaring | Gerechtsgebouw            | 1890-1892                                                   |                                                       | Kloosterlaan 172                         | 51° 35' 28" NB, 4° 47' 6" OL  | 526085 | Meer afbeeldingen |
| De Koepel gevangenis: dienstwoning | Dienstwoning              | 1890-1892                                                   |                                                       | Kloosterlaan 170                         | 51° 35' 28" NB, 4° 47' 6" OL  | 526086 | Meer afbeeldingen |
| Huis Weilust: huis | Kasteel, buitenplaats     | 1787                                                        |                                                       | Heusdenhoutseweg 21                      | 51° 35' 5" NB, 4° 49' 3" OL   | 526088 | Meer afbeeldingen |
| De Koepel gevangenis: dienstwoning | Dienstwoning              | 1890-1892                                                   |                                                       | Kloosterlaan 168                         | 51° 35' 26" NB, 4° 47' 5" OL  | 526089 | De Koepel gevangenis: dienstwoning |
| Huis Weilust: parkaanleg | Tuin, park en plantsoen   | 1800-1820                                                   |                                                       | Heusdenhoutseweg bij 21                  | 51° 35' 5" NB, 4° 49' 5" OL   | 526090 | Huis Weilust: parkaanleg |
| De Koepel gevangenis: administratiegebouw | Handel en kantoor         | 1890                                                        | J.F. Metzelaar                                        | Nassausingel 26                          | 51° 35' 25" NB, 4° 47' 16" OL | 526091 | Upload foto |
| Huis Weilust: Vlaamse schuur | Bijgebouwen kastelen enz. | 1787-1824                                                   |                                                       | Heusdenhoutseweg bij 21                  | 51° 35' 5" NB, 4° 49' 3" OL   | 526092 | Upload foto |
| Huis Weilust Schuur | Bijgebouwen kastelen enz. | 1750-1790                                                   |                                                       | Heusdenhoutseweg bij 21                  | 51° 35' 6" NB, 4° 49' 5" OL   | 526093 | Upload foto |
| De Koepel gevangenis: dienstgebouw | Gerechtsgebouw            | 1890                                                        | J.F. Metzelaar.                                       | Nassausingel 26                          | 51° 35' 25" NB, 4° 47' 17" OL | 526095 | Upload foto |
| De Koepel gevangenis: cellengebouw (koepel) | Gerechtsgebouw            | 1890                                                        | J.F. Metzelaar                                        | Nassausingel 26                          | 51° 35' 25" NB, 4° 47' 17" OL | 526096 | Meer afbeeldingen |
| De Drie Hoefijzers: fabriekschoorsteen | Industrie                 | 1927-1930                                                   |                                                       | Ceresstraat bij 13                       | 51° 35' 43" NB, 4° 47' 17" OL | 526110 | Meer afbeeldingen |
| Klein IJpelaar: poort | Erfscheiding              | 1886                                                        |                                                       | Seminarieweg 30                          | 51° 34' 43" NB, 4° 48' 57" OL | 526112 | Upload foto |
| Klein IJpelaar: Vlaamse schuur | Boerderij                 | 1886                                                        |                                                       | Seminarieweg 30                          | 51° 34' 42" NB, 4° 48' 55" OL | 526113 | Upload foto |
| Heyacker | Dienstwoning              | 1904-1905                                                   | Willem Cornelis Metzelaar                             | Galderseweg 5                            | 51° 33' 20" NB, 4° 46' 54" OL | 526114 | Upload foto |
| Kloosterf | Klooster, kloosteronderdl | 1900-1901                                                   | P.J. van Genk                                         | Baronielaan 20                           | 51° 34' 40" NB, 4° 46' 35" OL | 526117 | Upload foto |
| Huis behorend bij de hartel | Bijgebouwen kastelen enz. | 1921-1922                                                   | M.E. Bruijnzeel                                       | Hartelweg bij 12                         | 51° 37' 37" NB, 4° 46' 32" OL | 526546 | Upload foto |
| De Hertel: tuinaanleg | Tuin, park en plantsoen   | 1922                                                        | H. Roeters                                            | Hartelweg bij 12                         | 51° 37' 36" NB, 4° 46' 32" OL | 526547 | Upload foto |
| Oude Beekhoek: woonstalhuis | Boerderij                 |                                                             |                                                       | Oude Beekhoek 2                          | 51° 32' 29" NB, 4° 47' 57" OL | 526896 | Meer afbeeldingen |
| Oude Beekhoek: Vlaamse schuur | Boerderij                 |                                                             |                                                       | Bij Oude Beekhoek 2                      | 51° 32' 29" NB, 4° 47' 57" OL | 526898 | Oude Beekhoek: Vlaamse schuur |
| Oude Beekhoek: bakhuis | Boerderij                 |                                                             |                                                       | Bij Oude Beekhoek 2                      | 51° 32' 29" NB, 4° 47' 57" OL | 526899 | Oude Beekhoek: bakhuis |
| Oude Beekhoek: waterput met boom en putmik | Boerderij                 |                                                             |                                                       | Bij Oude Beekhoek 2                      | 51° 32' 29" NB, 4° 47' 57" OL | 526900 | Oude Beekhoek: waterput met boom en putmik |
| Visserstraat 18, voorheen bekend als 'Warenborgh' en 'Huijs van Montes', vormde van oudsher samen met Visserstraat 16 een fors pand met een kern van omstreeks 1490 | Werk-woonhuis             | 1490                                                        |                                                       | Visserstraat 16                          | 51° 35' 20" NB, 4° 46' 24" OL | 513150 | Meer afbeeldingen |
| Zoudtland: hoofdgebouw | Kasteel, buitenplaats     | tweede helft 19e eeuw                                       |                                                       | Zoudtlandseweg 9                         | 51° 34' 31" NB, 4° 42' 59" OL | 515500 | Zoudtland: hoofdgebouw |
| Zoudtland: historische park- en tuinaanleg | Tuin, park en plantsoen   | 19e/20e eeuw                                                |                                                       | Zoudtlandseweg bij 9                     | 51° 34' 31" NB, 4° 42' 58" OL | 515501 | Meer afbeeldingen |
| Zoudtland: Vlaamse schuur | Tuin, park en plantsoen   | 18e/19e eeuw                                                |                                                       | Zoudtlandseweg bij 9                     | 51° 34' 31" NB, 4° 42' 57" OL | 515502 | Meer afbeeldingen |
| Zoudtland: bakhuis | Bijgebouwen kastelen enz. | 19e eeuw (oorsprong)                                        |                                                       | Zoudtlandseweg bij 9                     | 51° 34' 31" NB, 4° 42' 57" OL | 515503 | Meer afbeeldingen |
| Grafmonument voor de in 1831 overleden geleerde Mr. C.J.W. Nahuys van Burgst | Begraafplaats en -onderdl | 1832                                                        |                                                       | Haagweg 334                              | 51° 34' 45" NB, 4° 44' 51" OL | 515506 | Meer afbeeldingen |
| Boerderij: woonstalhuis | Boerderij                 | 1850-1860                                                   |                                                       | Blauwtjes 1                              | 51° 35' 31" NB, 4° 44' 31" OL | 518963 | Boerderij: woonstalhuis |
| Boerderij: Vlaamse schuur | Boerderij                 | 1850-1860                                                   |                                                       | Bij Blauwtjes 1                          | 51° 35' 31" NB, 4° 44' 33" OL | 518964 | Meer afbeeldingen |
| Burgst: landhuis | Kasteel, buitenplaats     | 1790                                                        |                                                       | Burgstsedreef 7                          | 51° 36' 31" NB, 4° 43' 53" OL | 527344 | Meer afbeeldingen |
| Burgst: historische tuin- en parkaanleg | Tuin, park en plantsoen   | 1790                                                        |                                                       | Burgstsedreef bij 7                      | 51° 36' 49" NB, 4° 43' 44" OL | 527345 | Meer afbeeldingen |
| Burgst: zuidelijk bijgebouw | Bijgebouwen kastelen enz. | 1790                                                        |                                                       | Burgstsedreef bij 7                      | 51° 36' 31" NB, 4° 43' 53" OL | 527346 | Burgst: zuidelijk bijgebouw |
| Burgst: noordelijk bijgebouw | Bijgebouwen kastelen enz. | 1790                                                        |                                                       | Burgstsedreef bij 7                      | 51° 36' 32" NB, 4° 43' 54" OL | 527347 | Burgst: noordelijk bijgebouw |
| Burgst: witgepleisterde voormalige jachtopzienerswoning | Dienstwoning              | 1895-1905                                                   |                                                       | Burgstsedreef 5                          | 51° 36' 24" NB, 4° 43' 57" OL | 527348 | Meer afbeeldingen |
| Burgst: tuinsieraden | Tuin, park en plantsoen   |                                                             |                                                       | Burgstsedreef bij 7                      | 51° 36' 32" NB, 4° 43' 52" OL | 527349 | Burgst: tuinsieraden |
| Burgst: De Kleine Hoeve | Boerderij                 | 1790                                                        |                                                       | Burgstsedreef 2                          | 51° 36' 34" NB, 4° 44' 5" OL  | 527352 | Burgst: De Kleine Hoeve |
| Burgst: bakhuis | Bijgebouwen kastelen enz. | ca. 1790                                                    |                                                       | Burgstsedreef bij 2                      | 51° 36' 34" NB, 4° 44' 5" OL  | 527353 | Burgst: bakhuis |
| Burgst: De Grote Hoeve | Boerderij                 |                                                             |                                                       | Burgstsedreef 13                         | 51° 36' 43" NB, 4° 43' 51" OL | 527354 | Burgst: De Grote Hoeve |
| Burgst: zomerhuis bij voormalige boerderij "De Grote Hoeve" | Boerderij                 |                                                             |                                                       | Burgstsedreef bij 15                     | 51° 36' 43" NB, 4° 43' 51" OL | 527355 | Burgst: zomerhuis bij voormalige boerderij "De Grote Hoeve" |
| Sanatorium, sanatoriumcomplex De Klokkenberg | Sanatorium                | 1951-1953                                                   | C.H. de Bever en C.M. van Moorsel Pzn.                | Galderseweg 81                           | 51° 32' 20" NB, 4° 46' 42" OL | 528718 | Meer afbeeldingen |
| Park- en tuinaanleg sanatoriumcomplex De Klokkenberg | Sanatorium                |                                                             | J.T.P. Bijhouwer                                      | Galderseweg 81                           | 51° 32' 20" NB, 4° 46' 42" OL | 528719 | Park- en tuinaanleg sanatoriumcomplex De Klokkenberg |
| Transformatorhuisje sanatoriumcomplex De Klokkenberg | Sanatorium                | 1951-1953                                                   | C.H. de Bever en C.M. van Moorsel Pzn.                | Galderseweg 81                           | 51° 32' 20" NB, 4° 46' 42" OL | 528720 | Upload foto |
| Ketelhuis sanatoriumcomplex De Klokkenberg | Sanatorium                | 1951-1953                                                   | C.H. de Bever en C.M. van Moorsel Pzn.                | Galderseweg 81                           | 51° 32' 20" NB, 4° 46' 42" OL | 528721 | Upload foto |
| Boerderij Sweep behorende bij sanatoriumcomplex De Klokkenberg | Sanatorium                | 1951-1953                                                   | C.H. de Bever en C.M. van Moorsel Pzn.                | Galderseweg 85                           | 51° 32' 10" NB, 4° 46' 45" OL | 528722 | Upload foto |
| Voormalige stokerswoning behorende bij sanatoriumcomplex De Klokkenberg | Sanatorium                | 1951-1953                                                   | C.H. de Bever en C.M. van Moorsel Pzn.                | Galderseweg 93                           | 51° 32' 20" NB, 4° 46' 42" OL | 528723 | Upload foto |
| Voormalige dokterswoning behorende bij sanatoriumcomplex De Klokkenberg | Sanatorium                | 1951-1953                                                   | C.H. de Bever en C.M. van Moorsel Pzn.                | Galderseweg 83                           | 51° 32' 20" NB, 4° 46' 42" OL | 528724 | Upload foto |
| Visserstraat 18, voorheen bekend als 'Warenborgh' en 'Huijs van Montes', vormde van oudsher samen met Visserstraat 16 een fors pand met een kern van omstreeks 1490 | Woonhuis                  | 1490                                                        |                                                       | Visserstraat 18                          | 51° 35' 20" NB, 4° 46' 24" OL | 529495 | Meer afbeeldingen |
| Bouvigne: kasteel | Kasteel, buitenplaats     |                                                             |                                                       | Bouvignelaan 5                           | 51° 33' 43" NB, 4° 47' 1" OL  | 529854 | Meer afbeeldingen |
| Bouvigne: historische park- en tuinaanleg | Tuin, park en plantsoen   |                                                             |                                                       | Bouvignelaan bij 5                       | 51° 33' 45" NB, 4° 47' 3" OL  | 529855 | Meer afbeeldingen |
| Bouvigne: toegangsbrug | Tuin, park en plantsoen   | 1930                                                        |                                                       | Bouvignelaan bij 5                       | 51° 33' 45" NB, 4° 47' 1" OL  | 529856 | Meer afbeeldingen |
| Bouvigne: neerhuis annex poortgebouw | Bijgebouwen kastelen enz. |                                                             |                                                       | Bouvignelaan bij 5                       | 51° 33' 44" NB, 4° 47' 1" OL  | 529857 | Meer afbeeldingen |
| Bouvigne: brug bij poortgebouw | Tuin, park en plantsoen   |                                                             |                                                       | Bouvignelaan bij 5                       | 51° 33' 44" NB, 4° 47' 0" OL  | 529858 | Meer afbeeldingen |
| Bouvigne: collectie tuinsieraden | Tuin, park en plantsoen   |                                                             |                                                       | Bouvignelaan bij 5                       | 51° 33' 44" NB, 4° 47' 2" OL  | 529859 | Meer afbeeldingen |
| Bouvigne: pergola | Tuin, park en plantsoen   |                                                             |                                                       | Bouvignelaan bij 5                       | 51° 33' 43" NB, 4° 47' 2" OL  | 529860 | Meer afbeeldingen |
| Burgst: Vlaamse schuur | Boerderij                 | 1648                                                        |                                                       | Burgstsedreef bij 13                     | 51° 36' 45" NB, 4° 43' 53" OL | 530296 | Upload foto |
| Burgst: karreschuur | Boerderij                 | 17e/18e eeuw                                                |                                                       | Burgstsedreef bij 13                     | 51° 36' 43" NB, 4° 43' 53" OL | 530297 | Upload foto |

## Voormalige rijksmonumenten
| Object                                    | Oorspronkelijke functie? | Bouwjaar | Architect | Locatie           | Coördinaten?                  | Nr.?  | Afbeelding                                |
| ----------------------------------------- | ------------------------ | -------- | --------- | ----------------- | ----------------------------- | ----- | ----------------------------------------- |
| Boerderij van het brabantse langgeveltype | Boerderij                |          |           | Bagvensestraat 25 | 51° 34' 48" NB, 4° 43' 19" OL | 10381 | Boerderij van het brabantse langgeveltype |